# Războiul Civil Rus
Războiul Civil Rus (în rusă Гражданская война в России, transliterat: Grajdanskaia voina v Rossii; 7 noiembrie 1917 – 16 iunie 1923) a fost un război civil multipartit în fostul Imperiu Rus, declanșat de răsturnarea monarhiei și de eșecul noului guvern republican în a menține stabilitatea, deoarece multe facțiuni se întreceau pentru a determina viitorul politic al Rusiei. A dus la formarea RSFSR și mai târziu a Uniunii Sovietice pe cea mai mare parte a teritoriului său. Finalul lui a marcat sfârșitul Revoluției Ruse, care a fost unul dintre evenimentele cheie ale secolului al XX-lea⁠(d).
Monarhia rusă fusese răsturnată de Revoluția din Februarie 1917, iar Rusia se afla într-o stare de flux politic. O vară tensionată a culminat cu Revoluția din Octombrie condusă de bolșevici, care a răsturnat Guvernul Provizoriu al Republicii Ruse. Stăpânirea bolșevică nu a fost universal acceptată, iar țara a intrat în război civil. Cei doi mari combatanți au fost Armata Roșie, care lupta pentru forma bolșevică de socialism, în frunte cu Vladimir Lenin, și forțele slab aliate cunoscute sub numele de Armata Albă, care includea diverse interese care favorizau monarhismul politic, capitalismul și social-democrația, fiecare cu variante democratică și anti-democratică. În plus, socialiști militanti rivali, în special anarhiștii ucraineni din Mahnovșcina și socialist-revoluționarii de stânga⁠(d), au fost implicați în conflicte împotriva bolșevicilor. Ca și armatele verzi neideologice, aceștia s-au opus și bolșevicilor, și albilor și intervenționștilor străini. Treisprezece țări străine au intervenit împotriva Armatei Roșii, în special intervenția Aliată al cărei scop principal era restabilirea Frontului de Est. Au intervenit și trei țări străine ale Puterilor Centrale, rivalizând cu intervenția aliată, cu scopul principal de a păstra teritoriul pe care îl obținuseră prin Tratatul de la Brest-Litovsk.
Bolșevicii au consolidat inițial controlul asupra majorității imperiului. Tratatul de la Brest-Litovsk a fost o pace de urgență cu Imperiul German, care a capturat zone vaste din Imperiul Rus în timpul haosului revoluției. În mai 1918, Legiunea Cehoslovacă din Rusia s-a revoltat⁠(d) în Siberia. Ca reacție, Aliații și-au început intervențiile din nordul Rusiei și din Siberia. Combinate cu crearea Guvernului Provizoriu al Întregii Rusii⁠(d), a dus la reducerea teritoriului controlat de bolșevici la cea mai mare parte a Rusiei europene și la părți din Asia Centrală. În noiembrie, Alexandr Kolceak a lansat o lovitură de stat pentru a prelua controlul asupra statului rus, instituind o dictatură militară de facto.
În 1919, Armata Albă a lansat mai multe atacuri din est în martie, sud în iulie și vest în octombrie. Avansul acesteia a fost mai târziu oprit de contraofensiva de pe Frontul de Est⁠(d), de contraofensiva de pe Frontul de Sud⁠(d) și de înfrângerea Armatei de Nord-Vest. Mișcarea Albă a suferit pierderi mai mari și după ce Aliații s-au retras din nordul și sudul Rusiei. Cu baza principală a RSFSR asigurată, bolșevicii puteau acum să riposteze, cu o poziție defensivă solidă.
Armatele aflate sub conducerea lui Kolceak au fost forțate în cele din urmă să se retragă în masă spre est. Forțele bolșevice au înaintat spre est, în ciuda faptului că au întâmpinat rezistență în Cita, Iakut și Mongolia. În curând, Armata Roșie a divizat Armatele Donului⁠(d) și Voluntarilor, forțând evacuări în Novorossiisk în martie și Crimeea în noiembrie 1920. După aceea, rezistența anti-bolșevică a fost sporadică timp de câțiva ani, până la prăbușirea Armatei Albe din Iakutia în iunie 1923, dar a continuat în Asia Centrală și în regiunea Habarovsk până în 1934. Au fost estimate între 7 și 12 milioane de victime în timpul războiului, majoritatea civili.
Multe mișcări pro-independență⁠(d) au apărut după destrămarea Imperiului Rus și au luptat în război.:7 Mai multe părți ale fostului Imperiu Rus – Finlanda, Estonia, Letonia, Lituania și Polonia – au fost înființate ca state suverane, cu propriile lor războaie civile și războaie de independență. Restul fostului Imperiu Rus a fost consolidat în Uniunea Sovietică⁠(d) la scurt timp după aceea.

## Context

### Primul Război Mondial
Imperiul Rus a luptat în Primul Război Mondial începând cu 1914 alături de Franța și Regatul Unit (Tripla Înțelegere) împotriva Germaniei, Austro-Ungariei și mai târziu a Imperiului Otoman (Puterile Centrale).

### Revoluția din Februarie
Revoluția din februarie 1917 a dus la abdicarea țarului Nicolae al II-lea. Drept urmare, s-a înființat Guvernul Provizoriu Rus și s-au organizat în toată țara soviete, sfaturi alese ale muncitorilor, soldaților și țăranilor, ceea ce a dus la o situație de dublă putere. Rusia a fost proclamată republică în luna septembrie a aceluiași an.

### Revoluția din Octombrie
Guvernul provizoriu, condus de politicianul socialist-revoluționar Alexandr Kerenski, nu a putut să rezolve cele mai stringente probleme ale țării, cel mai important să pună capăt războiului cu Puterile Centrale. O lovitură militară eșuată a generalului Lavr Kornilov în septembrie 1917 a dus la o creștere a sprijinului pentru Partidul Bolșevic, care a câștigat majorități în soviete, care până atunci fuseseră controlate de socialiști-revoluționarii. Promițând încheierea războiului și „toată puterea sovietelor”, bolșevicii au încheiat perioada de dublă putere prin suprimarea guvernului provizoriu la sfârșitul lunii octombrie, în ajunul celui de al doilea Congres Panrus al Sovietelor⁠(d), în ceea ce avea să fie o a doua revoluție din 1917. În ciuda preluaăii puterii de către bolșevici, aceștia au pierdut în fața Partidului Socialist-Revoluționar la alegerile pentru Adunarea Constituantă a Rusiei din 1917, motiv pentru care au dizolvat Adunarea Constituantă. Bolșevicii au pierdut curând sprijinul altor aliați din extrema stângă, cum ar fi socialist-revoluționarii de stânga,⁠(d) după ce au acceptat termenii Tratatului de la Brest-Litovsk impus de Germania.

### Formarea Armatei Roșii
De la mijlocul anului 1917, Armata Rusă⁠(d), organizația succesoare a vechii Armate Imperiale Ruse, a început să se destrame; bolșevicii au folosit Gărzile Roșii bazate pe voluntari ca forță militară principală, sporită de o componentă militară armată a Ceka (aparatul bolșevic de securitate de stat). În ianuarie 1918, după mari probleme întâmpinate de bolșevicilor în lupte, viitorul Comisar al Poporului pentru Afaceri Militare și Navale, Lev Troțki, și-a asumat reorganizarea Gărzilor Roșii într-o Armată Roșie a Muncitorilor și Țăranilor, pentru a crea o forță de luptă mai eficientă. Bolșevicii au numit comisari politici în fiecare unitate a Armatei Roșii pentru a menține moralul și pentru a asigura loialitatea.
În iunie 1918, când devenise evident că o armată revoluționară compusă exclusiv din muncitori nu va fi suficientă, Troțki a instituit serviciul militar obligatoriu în Armata Roșie pentru țărănimea rurală. Bolșevicii au înfrânt opoziția rușilor din mediul rural față de unitățile de recrutare ale Armatei Roșii luând ostatici și împușcându-i atunci când era necesar pentru a forța supunerea acestora. Efortul de recrutare forțată a avut rezultate mixte, reușind să creeze o armată mai mare decât albii, dar cu membri indiferenți față de ideologia marxist-leninistă.
Armata Roșie a folosit, de asemenea, foști ofițeri țariști ca „specialiști militari” (voenspețî); uneori familiile lor erau luate ostatice pentru a le asigura loialitatea. La începutul războiului civil, foști ofițeri țariști formau trei sferturi din corpul ofițerilor Armatei Roșii. Până la sfârșitul conflictului, 83% din toți comandanții de divizii și de corp ale Armatei Roșii erau foști soldați țariști.

### Mișcarea antibolșevică
Deși rezistența față de Gărzile Roșii a început chiar în ziua următoare răscoalei bolșevice, Tratatul de la Brest-Litovsk și instinctul favorabil guvernării cu partid unic au devenit un catalizator pentru formarea de grupuri antibolșevice atât în interiorul, cât și în afara Rusiei, împingându-i la acțiune împotriva noului guvern sovietic.
O confederație slab legată de forțe antibolșevice aliniate împotriva guvernului comunist, inclusiv proprietari de pământuri, republicani, conservatori, cetățeni din clasa de mijloc, reacționari, pro-monarhiști, liberali, generali de armată, socialiști nebolșevici care încă aveau nemulțumiri și reformiști democrați s-au unit voluntar doar prin opoziția lor față de stăpânirea bolșevică. Forțele lor militare, susținute de recrutări forțate și teroare⁠(d), precum și de influența străină, sub conducerea generalului Nikolai Iudenici, a amiralului Alexandr Kolceak și a generalului Anton Denikin, au devenit cunoscute sub numele de Mișcarea Albă (uneori denumită „Armata Albă”) și a controlat părți importante din fostul Imperiu Rus timp de cea mai mare parte a războiului.
O mișcare naționalistă ucraineană a fost activă în Ucraina în timpul războiului. Mai semnificativă a fost apariția unei mișcări politice și militare anarhiste cunoscută sub numele de Mahnovșcina, condusă de Nestor Mahno. Armata Revoluționară Insurgentă a Ucrainei, care număra mulți evrei și țărani ucraineni în rândurile sale, a jucat un rol esențial în oprirea ofensivei Armatei Albe a lui Denikin împotriva Moscovei în 1919, expulzând ulterior forțele albe din Crimeea.
Izolarea regiunii Volga, a Uralului, a Siberiei și a Orientului Îndepărtat a fost favorabilă forțelor antibolșevice, iar albii au înființat o serie de organizații în orașele acelor regiuni. Unele dintre forțele militare au fost înființate pe baza organizațiilor de ofițeri clandestini din orașe.
Legiunile cehoslovace făcuseră parte din armata rusă și numărau aproximativ 30.000 de soldați în octombrie 1917. Ei au avut un acord cu noul guvern bolșevic pentru a fi evacuați de pe Frontul de Est prin portul Vladivostok în Franța. Transportul de pe Frontul de Est până la Vladivostok a încetinit din cauza haosului, iar trupele s-au dispersat de-a lungul căii ferate transsiberiene. Sub presiunea Puterilor Centrale, Troțki a ordonat dezarmarea și arestarea legionarilor, ceea ce a creat tensiuni cu bolșevicii.

### Intervenția aliaților
Aliații occidentali i-au înarmat și i-au sprijinit pe adversarii bolșevicilor. Ei erau îngrijorați de o posibilă alianță ruso-germană, de perspectiva ca bolșevicii să-și îndeplinească amenințările de a nu mai plăti masivele împrumuturi externe ale Rusiei imperiale și de posibilitatea ca ideile revoluționare comuniste să se răspândească (o preocupare împărtășită și de multe dintre Puterile Centrale). Prin urmare, multe dintre țări și-au exprimat sprijinul pentru albi, inclusiv furnizarea de trupe și provizii. Winston Churchill a declarat că bolșevismul trebuie „sugrumat în leagănul său”. Britanicii și francezii sprijiniseră Rusia în timpul Primului Război Mondial pe scară masivă cu materiale de război.
După tratat, se părea că o mare parte din acel material va cădea în mâinile germanilor. În întâmpinarea acestui pericol, Aliații au intervenit, Regatul Unit și Franța trimițând trupe în porturile rusești. Au avut loc ciocniri violente cu bolșevicii. Regatul Unit a intervenit în sprijinul forțelor albe pentru a-i învinge pe bolșevici și pentru a preveni răspândirea comunismului în Europa.

### State-tampon

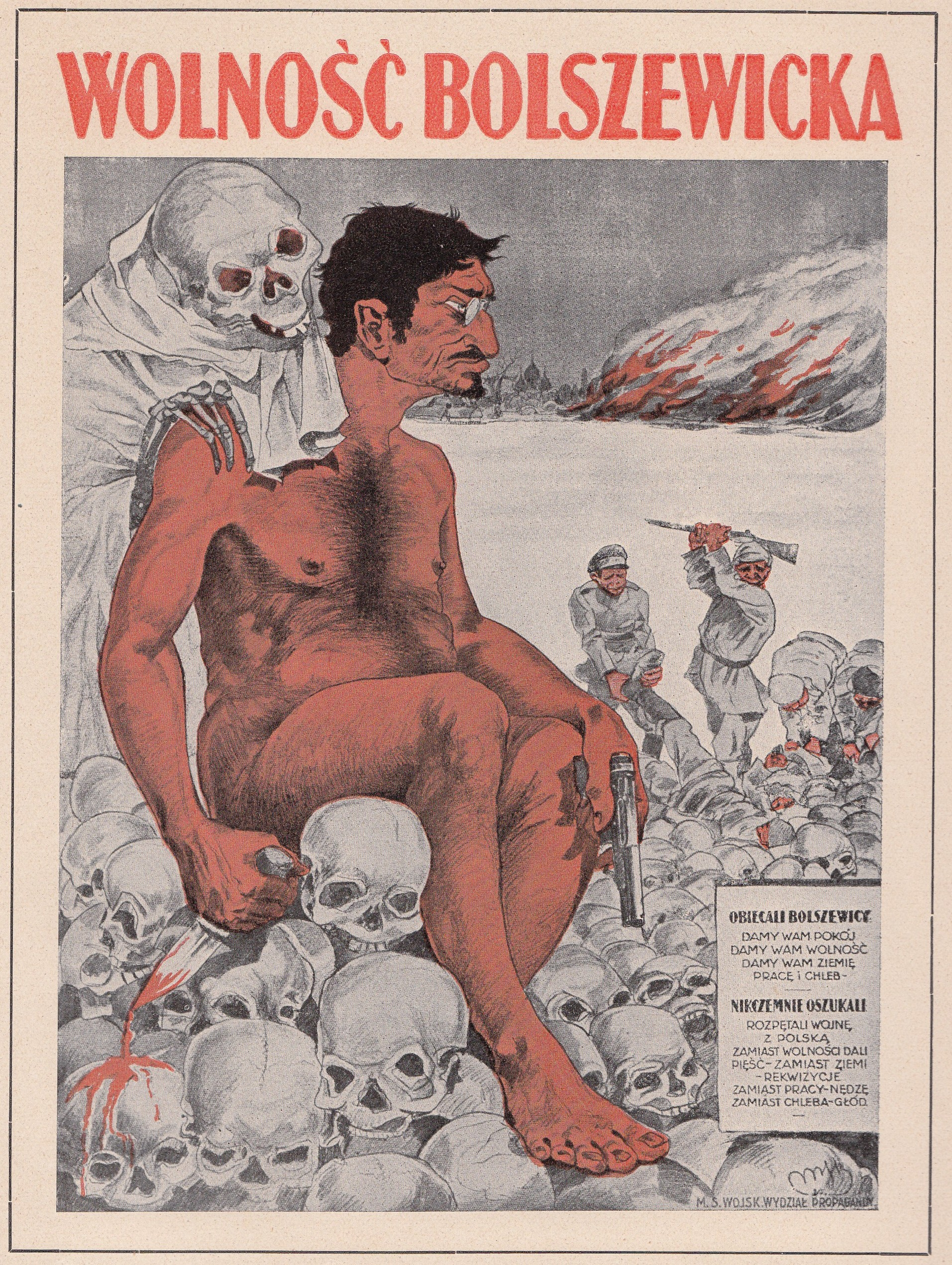
Afiș polonez antisovietic ilustrându-l pe Lev Troțki. În colțul din dreapta-jos scrie:
Bolșevicii au promis:
Vă dăm pace
Vă dăm libertate
Vă dăm pământ,
Loc de muncă și pâine
Ei au înșelat lumea
Au pornit război
cu Polonia
În loc de libertate au adus
Pumnul în gură
În loc de pământ – confiscări
În loc de locuri de muncă – sărăcie
În loc de pâine – foamete.

Imperiul German a creat mai multe state tampon satelit efemere în sfera sa de influență după Tratatul de la Brest-Litovsk: Ducatul Baltic Unit, Ducatul Curlandei și Semigaliei, Regatul Lituaniei, Regatul Poloniei, Republica Populară Belarusă și Statul Ucrainean. În urma armistițiului semnat de Germania în noiembrie 1918, aceste state au fost abolite.
Finlanda a fost prima republică care și-a declarat independența față de Rusia în decembrie 1917 și s-a impus în Războiul Civil Finlandez care a urmat din ianuarie-mai 1918. A doua republică poloneză, Lituania, Letonia și Estonia și-au format propriile armate imediat după abolirea Tratatului de la Brest-Litovsk și după începutul ofensivei sovietice către vest în noiembrie 1918.

## Geografie și cronologie
În partea europeană a Rusiei, războiul a fost purtat pe trei fronturi principale: de est, de sud și de nord-vest. De asemenea, cursul său poate fi împărțit aproximativ în câteva perioade.

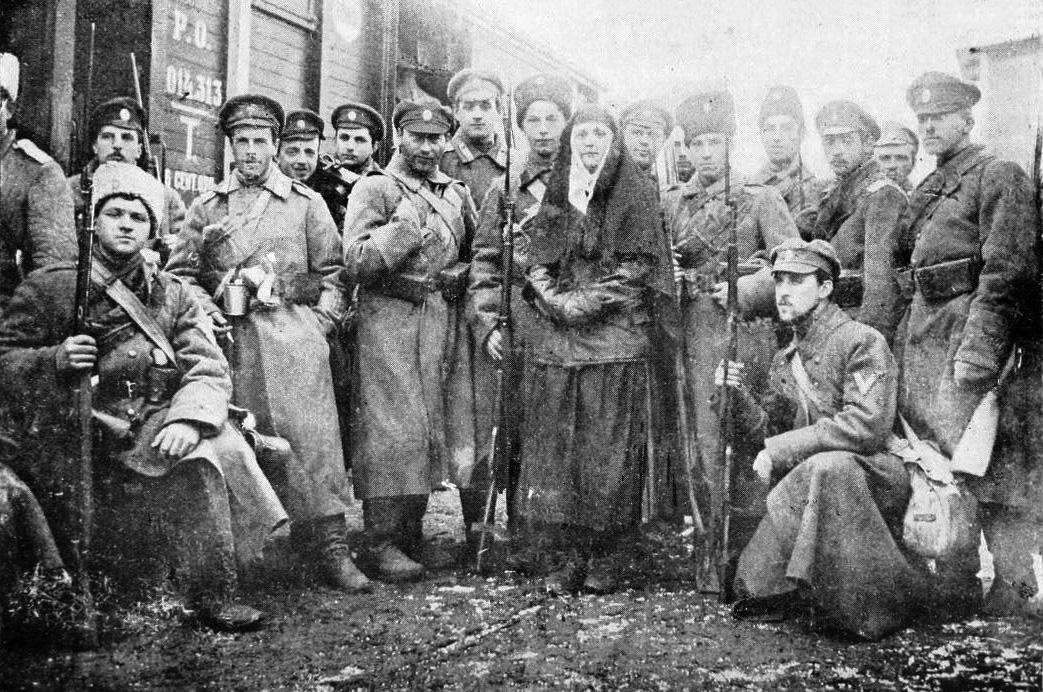
Armata Voluntarilor antibolșevică în Rusia de Sud,

Prima perioadă a durat de la Revoluție până la Armistițiu. Deja la data Revoluției, generalul cazac Alexei Kaledin⁠(d) refuza să o recunoască și și-a asumat autoritatea guvernamentală deplină în regiunea Donului, unde Armata Voluntarilor a început să adune sprijin. Semnarea Tratatului de la Brest-Litovsk a avut ca rezultat și intervenția directă a Aliaților în Rusia și înarmarea forțelor militare opuse guvernului bolșevic. Mulți comandanți germani au oferit și ei sprijin împotriva bolșevicilor, temându-se că este iminent ca și ei să se confrunte cu aceștia în curând.
În această primă perioadă, bolșevicii au preluat controlul asupra Asiei Centrale din mâinile Guvernului Provizoriu și Armatei Albe, înființând o bază pentru Partidul Comunist în Stepă și în Turkestan⁠(d), unde se aflau aproape două milioane de coloniști ruși.

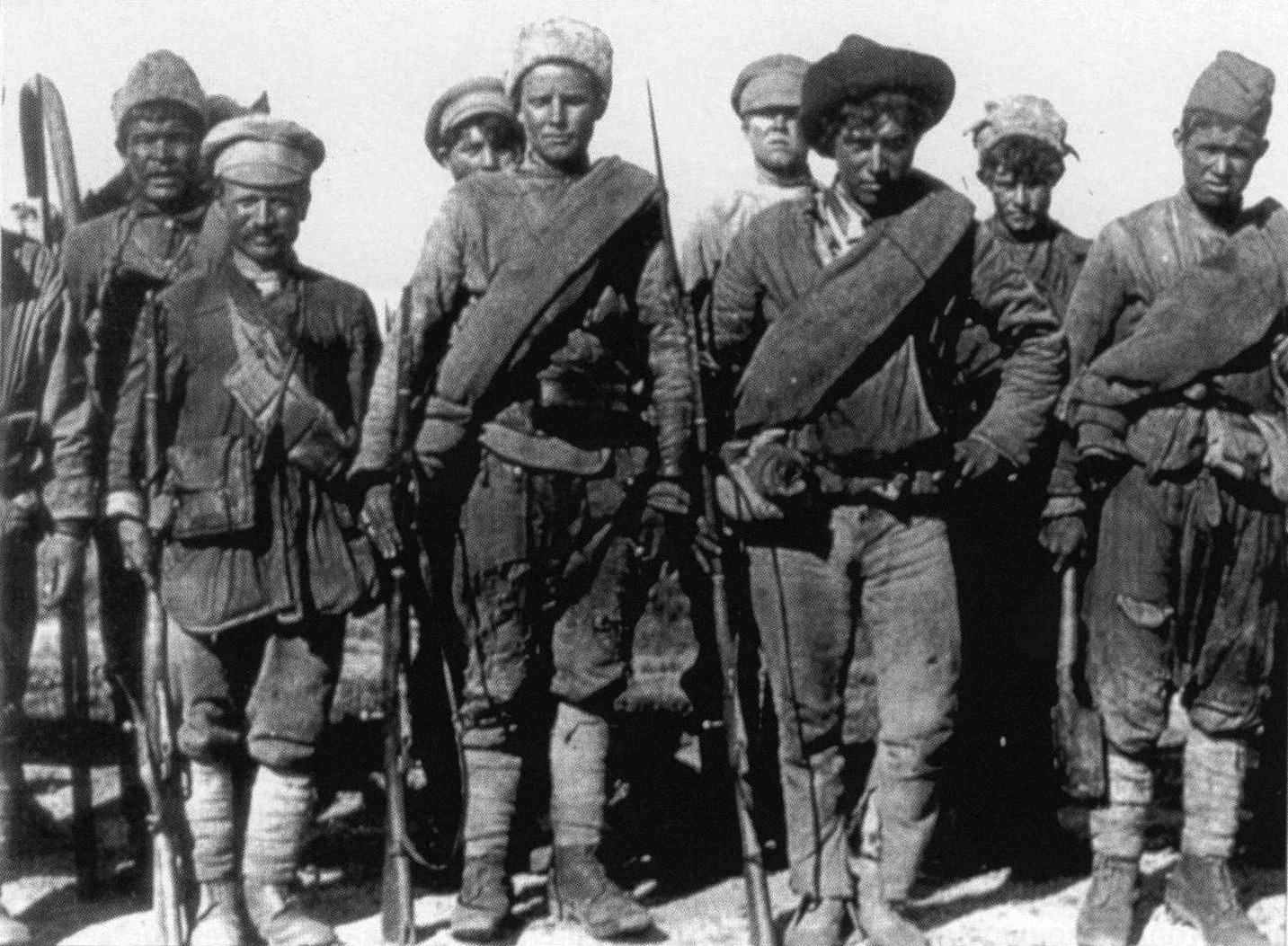
Soldați ruși din Armata Siberiană antibolșevică în 1919

Majoritatea luptelor din prima perioadă au fost sporadice, și au implicat doar grupuri mici. Situație lor  strategică era fluidă și în schimbare rapidă. Printre adversari s-au numărat Legiunea Cehoslovacă, polonezii din Diviziile a IV-a⁠(d) și a V-a de pușcași⁠(d) și pușcașii letoni roșii pro-bolșevici.
A doua perioadă a războiului a durat din ianuarie până în noiembrie 1919. La început, înaintarea armatelor albe din sud (sub Denikin), est (sub Kolceak) și nord-vest (sub Iudenici) păreau să reușească, forțând Armata Roșie și aliații ei să se retragă pe toate cele trei fronturi. În iulie 1919, Armata Roșie a suferit o altă înfrângere după o dezertare în masă a unităților din Crimeea și trecerea lor de partea Armatei Insurgente anarhiste în frunte cu Nestor Mahno, ceea ce a permis forțelor anarhiste să-și consolideze puterea în Ucraina. Leon Troțki a reformat în curând Armata Roșie, încheind prima dintre cele două alianțe militare cu anarhiștii. În iunie, Armata Roșie a încetinit mai întâi înaintarea lui Kolceak. După o serie de ciocniri, cu asistența ofensivă a Armatei Insurgenților împotriva liniilor de aprovizionare albe, Armata Roșie a învins armatele lui Denikin și Iudenici în octombrie și noiembrie.
A treia perioadă a războiului a constituit-o asediul prelungit al ultimelor forțe albe în Crimeea. Generalul Vranghel adunase rămășițele armatelor lui Denikin, ocupând o mare parte din Crimeea. O încercare de invazie a sudului Ucrainei a fost respinsă de armata insurgenților sub comanda lui Mahno. Împins înapoi în Crimeea și urmărit acolo de trupele lui Mahno, Vranghel a trecut în defensivă. După o mișcare eșuată spre nord împotriva Armatei Roșii, trupele lui Vranghel au fost împinse spre sud de Armata Roșie și Armata Insurgentă; Vranghel și rămășițele armatei sale au fost evacuate la Constantinopol în noiembrie 1920.

## Desfășurarea războiului

### Revoluția din Octombrie

Teatrul european de război al Războiului Civil Rus

În Revoluția din Octombrie, Partidul Bolșevic a îndrumat Garda Roșie (grupuri armate de muncitori și dezertori ai armatei imperiale) să preia controlul asupra Petrogradului (Sankt Petersburgului) și a început imediat ocuparea armată a orașelor și satelor din fostul Imperiu Rus. În ianuarie 1918, bolșevicii au dizolvat Adunarea Constituantă a Rusiei și au proclamat sovietele (sfaturile muncitorești) ca nou guvern al Rusiei.

### Primele răscoale anti-bolșevice
Prima tentativă de recâștigare a puterii, împotriva bolșevicilor, a fost răscoala Kerenski-Krasnov din octombrie 1917. Ea a fost susținută de Revolta Junkerilor din Petrograd, dar a fost înăbușită rapid de Garda Roșie, inclusiv de Divizia de Pușcași Letoni.
Primele grupuri care au luptat împotriva comuniștilor erau armatele locale ale cazacilor care și-au declarat loialitatea față de Guvernul Provizoriu. Înttre conducătorii acestora, s-au remarcat Kaledin, lider militar al cazacilor de la Don și generalul Grigori Semionov⁠(d) al cazacilor siberieni. Ofițerii țariști ai Armatei Imperiale Ruse au început și ei să opună rezistență. În noiembrie, generalul Mihail Alexeev⁠(d), șeful Statului Major al țarului în timpul Primului Război Mondial, a început să organizeze Armata Voluntarilor la Novocerkassk. Voluntarii din această mică armată erau în mare parte ofițeri ai vechii armate ruse, cadeți militari și studenți. În decembrie 1917, lui Alexeev i s-au alăturat generalul Lavr Kornilov, Denikin și alți ofițeri țariști care evadaseră din închisoare, unde fuseseră întemnițați în urma afacerii eșuate Kornilov, chiar înainte de Revoluție. La 9 decembrie, Comitetul Militar Revoluționar⁠(d) din Rostov s-a răsculat, bolșevicii controlând orașul timp de cinci zile, până când Organizația Alexeev l-a sprijinit pe Kaledin în recucerirea orașului. Potrivit lui Peter Kenez⁠(d), „Operațiunea, începută pe 9 decembrie, poate fi considerată începutul războiului civil”.
După ce în noiembrie 1917 a emis „Declarația drepturilor popoarelor din Rusia”, conform căreia oricărei națiuni aflate sub stăpânirea imperială rusă trebuie să i se acorde imediat dreptul la autodeterminare, bolșevicii au început să uzurpe puterea Guvernului Provizoriu în teritoriile Asiei Centrale la scurt timp după înființarea Comitetului Turkestanului la Tașkent. Acest comitet fusese înființat în aprilie 1917, de către Guvernul Provizoriu, și era alcătuit în mare parte din foști oficiali țariști. Bolșevicii au încercat să preia controlul asupra Comitetului de la Tașkent la 12 septembrie 1917, dar nu a reușit și mulți lideri au fost arestați. Cu toate acestea, din cauza lipsei de reprezentare a populației autohtone și a coloniștilor ruși săraci, ei au fost nevoiți să elibereze deținuții bolșevici aproape imediat din cauza protestelor publice, iar o preluare cu succes a acelui organism guvernamental a avut loc două luni mai târziu, în noiembrie. Liga Oamenilor Muncii Mohamedani (pe care coloniștii ruși și băștinașii care fuseseră trimiși să lucreze în spatele liniilor pentru guvernul țarist în 1916 au format-o în martie 1917) au condus numeroase greve în centrele industriale pe tot parcursul lunii septembrie 1917. Cu toate acestea, după distrugerea de către bolșevici a guvernului provizoriu din Tașkent, elitele musulmane au format un guvern autonom în Turkestan, numit în mod obișnuit „autonomia din Kokand” (sau pur și simplu Kokand). Rușii albi au susținut acel organism guvernamental, care a rezistat doar câteva luni din cauza izolării trupelor bolșevice față de Moscova. În ianuarie 1918, forțele sovietice, sub conducerea lt.-col. Muraviov⁠(d), a invadat Ucraina și a ocupat Kievul, unde deținea puterea Consiliul Central al Republicii Populare Ucrainene. Cu ajutorul Răscoalei de la Arsenalul din Kiev⁠(d), bolșevicii au capturat orașul pe 26 ianuarie. :35

### Pacea cu Puterile Centrale

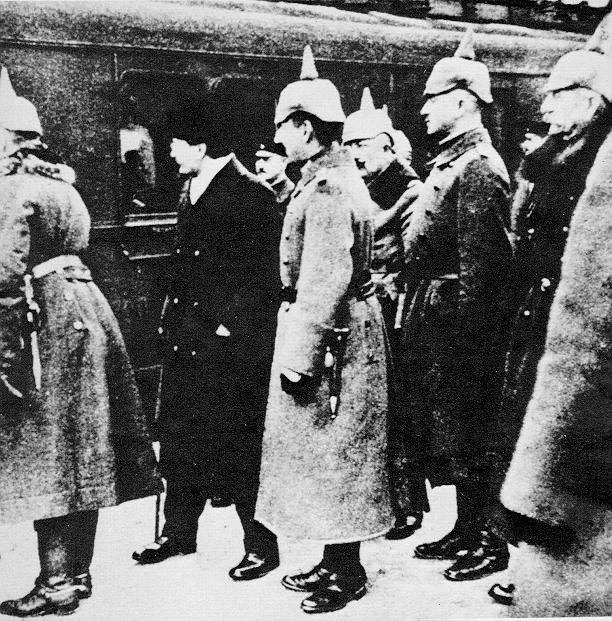
Delegația sovietică în frunte cu Troțki primită de ofițeri germani la Brest-Litovsk,

Bolșevicii au hotărât să încheie imediat pacea cu Puterile Centrale, așa cum promiseseră poporului rus înainte de Revoluție. Dușmanii politici ai lui Vladimir Lenin au atribuit această decizie faptului că el era susținut de Ministerul de Externe al lui Wilhelm al II-lea, împăratul german, care a făcut acest lucru în speranța că, odată cu o revoluție, Rusia se va retrage din Primul Război Mondial. Această suspiciune a fost întărită de susținerea acordată de către Ministerul German de Externe pentru întoarcerea lui Lenin la Petrograd. Cu toate acestea, după ce fiasco-ul militar al ofensivei de vară (iunie 1917) a guvernului provizoriu rus a devastat structura armatei ruse, a devenit crucial ca Lenin să realizeze pacea promisă. Chiar și înainte de ofensiva de vară, populația rusă era foarte sceptică cu privire la continuarea războiului. Socialiștii occidentali sosiseră rapid din Franța și din Marea Britanie pentru a-i convinge pe ruși să continue lupta, dar nu au putut schimba noua dispoziție pacifistă a Rusiei.
La 16 decembrie 1917, a fost semnat un armistițiu între Rusia și Puterile Centrale la Brest-Litovsk și au început negocierile de pace. :42 Drept condiție pentru pace, tratatul propus de Puterile Centrale presupunea cedarea unor porțiuni uriașe din fostul Imperiu Rus Imperiului German și Imperiului Otoman, ceea ce i-a deranjat foarte mult pe naționaliști și pe conservatori. Leon Troțki, reprezentantul bolșevicilor, a refuzat la început să semneze tratatul, continuând însă să respecte o încetare a focului unilaterală, urmând politica „Fără război, fără pace”.
Prin urmare, la 18 februarie 1918, germanii au început operațiunea Faustschlag pe Frontul de Est, fără a întâmpina nicio rezistență într-o campanie care a durat 11 zile. Semnarea unui tratat oficial de pace a devenit în ochii bolșevicilor singura opțiune, deoarece armata rusă a fost demobilizată, iar nou formata Gardă Roșie nu a putut opri înaintarea. Ei au înțeles și că rezistența contrarevoluționară iminentă era mai periculoasă decât concesiunile făcute prin tratat, pe care Lenin îl vedea ca fiind temporar în lumina aspirațiilor pentru o revoluție mondială⁠(d). Sovieticii au acceptat un tratat de pace, iar acordul oficial, Tratatul de la Brest-Litovsk, a fost ratificat la 3 martie. Sovieticii considerau tratatul doar ca pe un mijloc necesar și oportun de a pune capăt războiului.

### Ucraina, Rusia de Sud și Caucazul (1918)

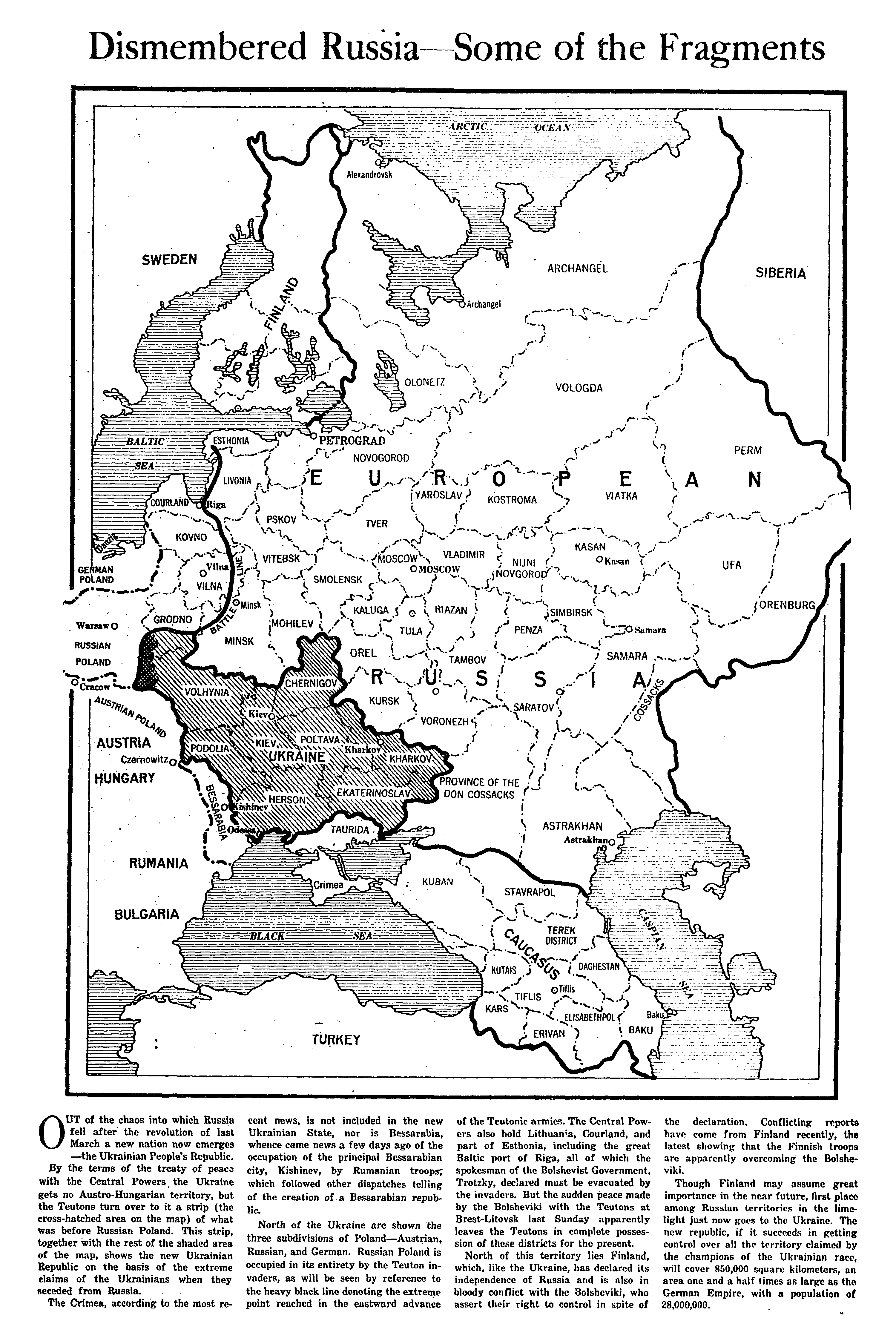
Articol din februarie 1918 din The New York Times cu o hartă a teritoriilor țariste revendicate de Republica Populară Ucraineană la acea dată, înainte de anexarea teritoriilor austro-ungare ale Republicii Populare a Ucrainei Occidentale

În Ucraina, până în aprilie 1918, operațiunea germano-austriacă Faustschlag îi îndepărtase pe bolșevici. Victoriile germane și austro-ungare din Ucraina au fost determinate de apatia localnicilor și de capacitatea de luptă inferioară a trupelor bolșevice față de omologii lor austro-ungari și germani.
Sub presiune sovietică, Armata Voluntarilor s-a lansat în epicul marș pe gheață de la Ekaterinodar până în Kuban în 22 februarie 1918, unde s-au alăturat cazacilor din Kuban pentru a organiza un atac asupra Ekaterinodarului, la care însă a trebuit să renunțe.:29 Sovieticii au recucerit Rostovul a doua zi.:29 Kornilov a fost ucis în luptele din 13 aprilie, iar Denikin a preluat comanda. Luptându-se fără răgaz cu urmăritorii, până în luna mai, armata a reușit să-și croiască drum înapoi spre Don, unde izbucnise răscoala antibolșevică a cazacilor.:115-118
Comuna Sovietică Baku a fost înființată la 13 aprilie. Germania a debarcat trupele expediției din Caucaz la Poti pe 8 iunie. Armata Otomană a Islamului⁠(d) (în coaliție cu Azerbaidjanul) i-a alungat din Baku pe 26 iulie 1918. Ulterior, Dashanakii, SR de dreapta și menșevicii au început negocierile cu generalul Dunsterville⁠(d), comandantul trupelor britanice din Persia. Bolșevicii și aliații lor din SR de stânga⁠(d) s-au opus, dar pe 25 iulie majoritatea sovieticilor au votat pentru chemarea britanicilor, iar bolșevicii au demisionat. Comuna Sovietică Baku și-a încheiat existența și a fost înlocuită de Dictatura Caspică Centrală.
În iunie 1918, Armata de Voluntari, în număr de aproximativ 9.000 de oameni, și-a început a doua campanie din Kuban⁠(d), cucerind pe 16 august Ekaterinodarul, urmat de Armavir și Stavropol. La începutul anului 1919, ei controlau Caucazul de Nord.:166-174,182,189-190
Pe 8 octombrie, Alexeiev a murit. La 8 ianuarie 1919, Denikin a devenit Comandantul Suprem al Forțelor Armate din Rusia de Sud⁠(d), unind Armata de Voluntari cu Armata Donului⁠(d) în frunte cu Piotr Krasnov. Piotr Vranghel a devenit șeful de stat major al lui Denikin.:195,204,267-270
În decembrie, trei sferturi din armată se afla în Caucazul de Nord. Aceasta includea trei mii de soldați ai lui Vladimir Leahov⁠(d) din preajma Vladikavkazului, treisprezece mii de soldați sub conducerea lui Vranghel și Kazanovici în centrul frontului, aproape trei mii de oameni ai lui Stankevici cu cazacii de la Don, în timp ce cei trei mii de soldați ai lui Vladimir Mai-Maievski⁠(d) au fost trimiși în Bazinul Donețului, iar de Bode comanda două mii în Crimeea.

### Rusia de Est, Siberia și Orientul Îndepărtat (1918)
Legiunea Cehoslovacă s-a revoltat în mai 1918 și a început să opcupe Calea Ferată Transsiberiană de la Ufa la Vladivostok. Revoltele au răsturnat alte orașe bolșevice. Pe 7 iulie, partea de vest a legiunii s-a declarat a fi un nou front de est, anticipând intervenția aliaților. Potrivit lui William Henry Chamberlin⁠(d), „au apărut două guverne ca urmare a primelor succese ale cehilor: Comisariatul Siberiei de Vest⁠(d) și guvernul Comitetului Membrilor Adunării Constituante⁠(d) din Samara”. La 17 iulie, cu puțin timp înainte de căderea Ekaterinburgului, fostul țar Nicolae al II-lea și familia sa au fost omorâți.:6-12,91

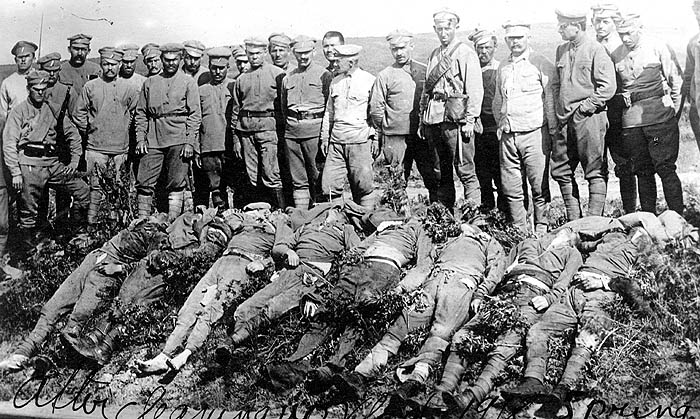
Legionari cehoslovaci din Regimentul 8 la Nikolsk-Ussuriski omorâți de bolșevici, 1918. Deasupra sunt alți membri ai Legiunii Cehoslovace.

Menșevicii și socialist-revoluționarii au sprijinit țăranii care luptau împotriva controlului sovietic asupra aprovizionării cu alimente. În mai 1918, cu sprijinul Legiunii Cehoslovace, au cucerit Samara și Saratov, înființând Comitetul Membrilor Adunării Constituante⁠(d) – cunoscut sub numele de „Komuci”. Până în iulie, autoritatea Komuci s-a extins pe o mare parte din zona controlată de Legiunea Cehoslovacă. Komuci a urmat o politică socială ambivalentă, combinând măsuri democratice și socialiste, cum ar fi instituirea unei zile de lucru de opt ore⁠(d), cu acțiuni „de restaurație”, precum restituirea atât a fabricilor, cât și a terenurilor foștilor proprietari. După căderea Kazanului, Vladimir Lenin a cerut trimiterea muncitorilor din Petrograd pe Frontul din Kazan: „Trebuie să trimitem numărul maxim de muncitori din Petrograd: (1) câteva zeci de „lideri” precum Kaiurov⁠(d); (2) câteva mii de militanți „de rând”.
După o serie de înfrângeri pe front, comisarul de război al bolșevicilor, Troțki, a instituit măsuri din ce în ce mai dure pentru a preveni retragerile neautorizate, dezertările și revoltele din Armata Roșie. Pe teren, Forțele Speciale de Investigații Ceka (denumite Departamentul Special de Pedepsire al Comisiei Extraordinare Panruse de Combatere a Contrarevoluției și Sabotajului sau Brigăzile Speciale de Pedepsire) au urmărit Armata Roșie, organizând tribunale ad-hoc în campanie și execuții sumare ale soldaților și ofițerilor care dezertau, se retrăgeau din pozițiile lor sau nu reușeau să manifeste suficient zel ofensiv. Forțele Speciale de Investigații Ceka au fost însărcinate și cu depistarea sabotajului și a activității contrarevoluționare de către soldații și comandanții Armatei Roșii. Troțki a extins ocazional aplicarea pedepsei cu moartea și la comisarul politic al cărui detașament se retrăgea sau se împrăștia în fața inamicului. În august, frustrat de veștile continue despre trupele Armatei Roșii care se împrăștiau sub focul inamic, Troțki a autorizat formarea de trupe de barieră⁠(d) — staționate în spatele unităților ale Armatei Roșii de care nu era sigur și cu ordin să împuște pe oricine se retrage de pe linia de luptă fără autorizație.

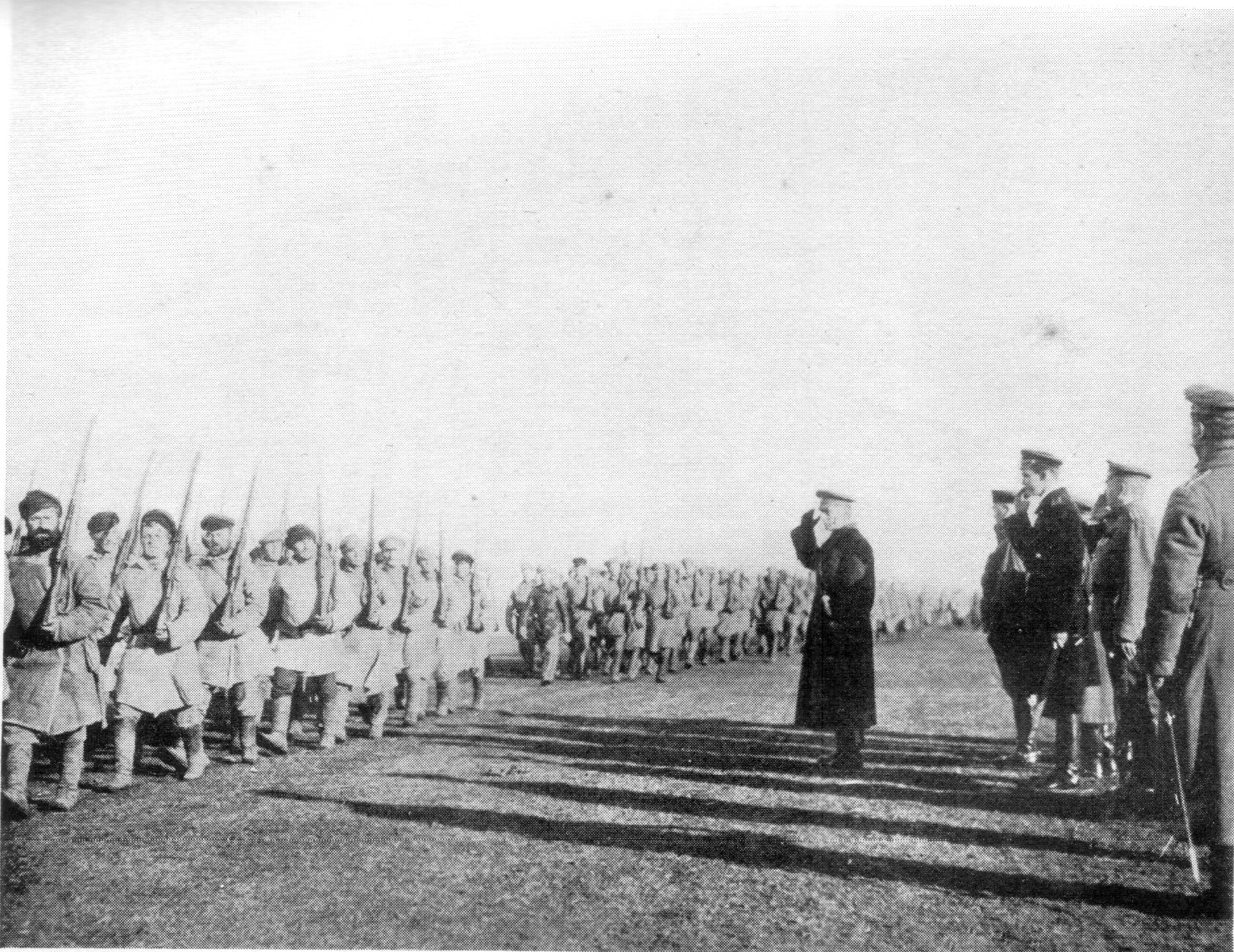
Amiralul Alexandr Kolceak trecând trupele în revistă, 1919

În septembrie 1918, la Komuci, guvernul provizoriu siberian și alți ruși anti-bolșevici au convenit în timpul întâlnirii de stat de la Ufa⁠(d) să formeze un nou guvern provizoriu al Rusiei⁠(d) la Omsk, condus de un directorat din cinci oameni: doi socialist-revoluționari, Nikolai Avxentiev⁠(d) și Vladimir Zenzinov⁠(d), avocatul kadet VA Vinogradov, premierul siberian Vologodskii și generalul Vasili Boldîrev⁠(d).
Până în toamna anului 1918, forțele anti-bolșevice albe din est cuprindeau armata populară (Komuci⁠(d)), armata siberiană (a guvernului provizoriu siberian) și unitățile insurgente de cazaci din Orenburg, Urali, Siberia, Semirecie, Baikal și Amur și cazacii ussuri, nominal sub ordinele gen. VG Boldîrev, comandant suprem, numit de directoratul de la Ufa.
Pe Volga, detașamentul alb al colonelului Kappel⁠(d) a capturat Kazanul pe 7 august, dar Forțele Roșii au recucerit orașul pe 8 septembrie 1918, în urma unei contraofensive. Pe 11, a căzut și Simbirsk, iar pe 8 octombrie și Samara. Albii s-au retras înapoi spre est la Ufa și Orenburg.
La Omsk, guvernul provizoriu rus a intrat rapid sub influența și mai târziu sub dominația noului său ministru de război, contraamiralul⁠(d) Kolceak. La 18 noiembrie, în urma unei lovituri de stat, Kolceak a devenit dictator. Doi membri ai directoratului au fost arestați și ulterior deportați, în timp ce Kolceak a fost proclamat „conducător suprem” și „comandant suprem al tuturor forțelor terestre și navale ale Rusiei”.:177-178 Până la jumătatea lui decembrie 1918, armatele albe a trebuit să părăsească Ufa, dar au echilibrat acel eșec cu un marș reușit către Perm, pe care l-au cucerit la 24 decembrie.

#### Trupe de baraj
În Armata Roșie a RSFS Ruse și mai târziu a Uniunii Sovietice, a apărut conceptul de trupe de baraj în august 1918, odată cu formarea заградительные отряды  (zagraditelnie otreadî), termen tradus ca „trupe de blocare” sau „detașamente antidezertare” (în rusă  заградотряды, заградительные отряды, отряды заграждения). Trupele de baraj erau formate din personal extras din detașamentele punitive ale poliției secrete Ceka sau din regimentele de infanterie regulată ale Armatei Roșii.
Prima utilizare a trupelor de baraj ale Armatei Roșii a avut loc spre sfârșitul verii și în toamna lui 1918 pe Frontul de Est⁠(d) în timpul Războiului Civil Rus, când comisarul poporului pe probleme militare și navale (comisarul de război) Leon Troțki din guvernul comunist bolșevic l-a autorizat pe Mihail Tuhacevski, comandantul Armatei I⁠(d), să pună detașamente de blocaj în spatele regimentelor de infanterie ale Armatei Roșii în care nu avea încredere, cu ordin să tragă dacă soldații de pe front dezertează sau se retrag fără permisiune.

În decembrie 1918, Troțki a ordonat formarea unor noi detașamente de trupe de baraj pentru a fi atașate la orice formație de infanterie a Armatei Roșii. La 18 decembrie, el a telegrafiat: 
Cum stau lucrurile cu unitățile de blocaj? Din câte știu, ele nu au fost incluse în organizarea noastră și se pare că nu au personal. Este absolut esențial să avem cel puțin o rețea incipientă de unități de blocaj și să punem la punct o procedură pentru întărirea și desfășurarea lor.
 Trupele de baraj au fost folosite și pentru a rechiziționa alimente pentru bolșevici în zonele controlate de Armata Roșie ca parte a politicilor comunismului de război ale lui Lenin, rol care le-a atras curând ura populației civile ruse. Aceste politici au condus la foametea din 1921–1922, în care au murit circa cinci milioane de oameni.

### Asia Centrală (1918)

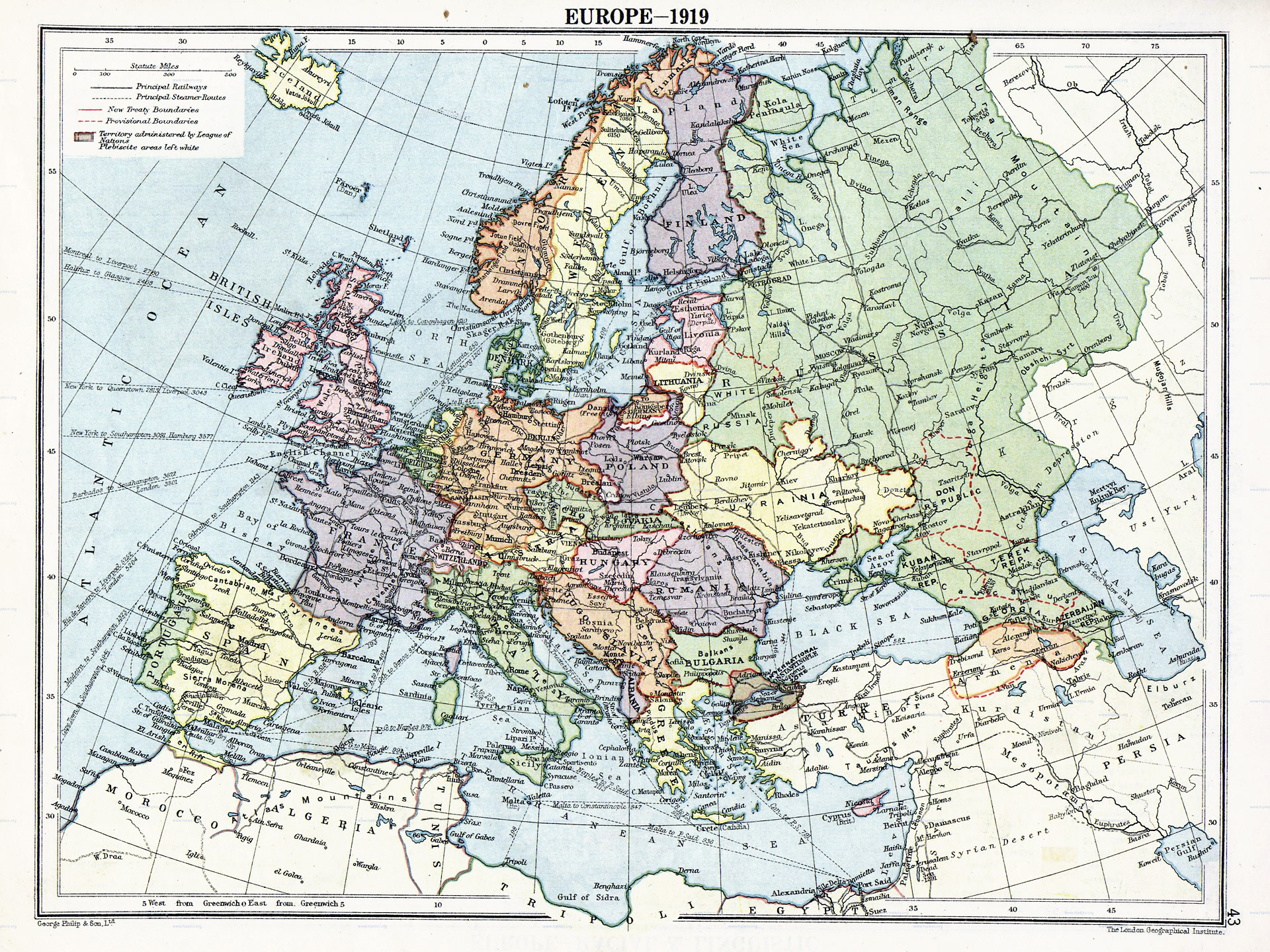
Hartă a Europei din 1919 de la London Geographical Institute, după tratatele de la Brest-Litovsk și Batumi și înainte de, Kars, și Riga

În februarie 1918, Armata Roșie a răsturnat Autonomia Kokandă din Turkestan, susținută de Rusia Albă. Deși această mișcare părea să solidifice puterea bolșevică în Asia Centrală, în curând au apărut mai multe probleme pentru Armata Roșie, pe măsură ce forțele aliate au început să intervină. Sprijinul oferit Armatei Albe de britanici reprezenta cea mai mare amenințare pentru Armata Roșie din Asia Centrală în 1918. Regatul Unit a trimis trei lideri militari de seamă în zonă. Unul era locotenent-colonelul Frederick Marshman Baile, care a consemnat o misiune la Tașkent, de unde bolșevicii l-au forțat să fugă. Altul a fost generalul Wilfrid Malleson⁠(d), care a condus Misiunea Malleson, care i-a ajutat pe menșevicii din Așhabad (astăzi capitala Turkmenistanului) cu o mică forță anglo-indiană. El nu a reușit, totuși, să câștige controlul asupra Tașkentului, Buharei și Hivei. Al treilea a fost generalul-maior Dunsterville, care a fost alungat de bolșevicii din Asia Centrală la numai o lună după sosirea sa în august 1918. În ciuda eșecurilor cauzate de invaziile britanice din 1918, bolșevicii au continuat să facă progrese în aducerea populației din Asia Centrală sub influența lor. Primul congres regional al Partidului Comunist Rus s-a întrunit în orașul Tașkent în iunie 1918 pentru a construi sprijin pentru un Partid Bolșevic local.

### Răscoala SR de stânga
La 6 iulie 1918, doi socialist-revoluționari de stânga⁠(d) și angajați ai Ceka, Iakov Blumkin⁠(d) și Nikolai Andreev, l-au asasinat pe ambasadorul Germaniei, contele Mirbach. La Moscova, o răscoală a SR de stânga⁠(d) a fost înăbușită de bolșevici, au urmat arestări în masă ale socialist-revoluționarilor, iar execuțiile au devenit mai frecvente. Chamberlin a remarcat: „vremea unei relative clemențe față de foștii tovarăși revoluționari s-a încheiat. Socialist-revoluționarii de stânga nu mai erau, desigur, tolerați ca membri ai sovietelor; din acest moment, regimul sovietic a devenit o dictatură pură și nediluată a Partidului Comunist”. Similar, atacurile-surpriză ale lui Boris Savinkov⁠(d) au fost suprimate, mulți dintre conspiratori fiind executați, pe măsură ce „Teroarea Roșie de masă” a devenit realitate.:50-59

### Estonia, Letonia și Petrogradul
Estonia și-a curățat teritoriul de Armata Roșie până în ianuarie 1919. Voluntarii germani baltici⁠(d) au capturat Riga de la pușcașii roșii letoni pe 22 mai, dar Divizia a III-a estonă i-a învins⁠(d) pe germanii baltici o lună mai târziu, ajutând la înființarea Republicii Letonia.

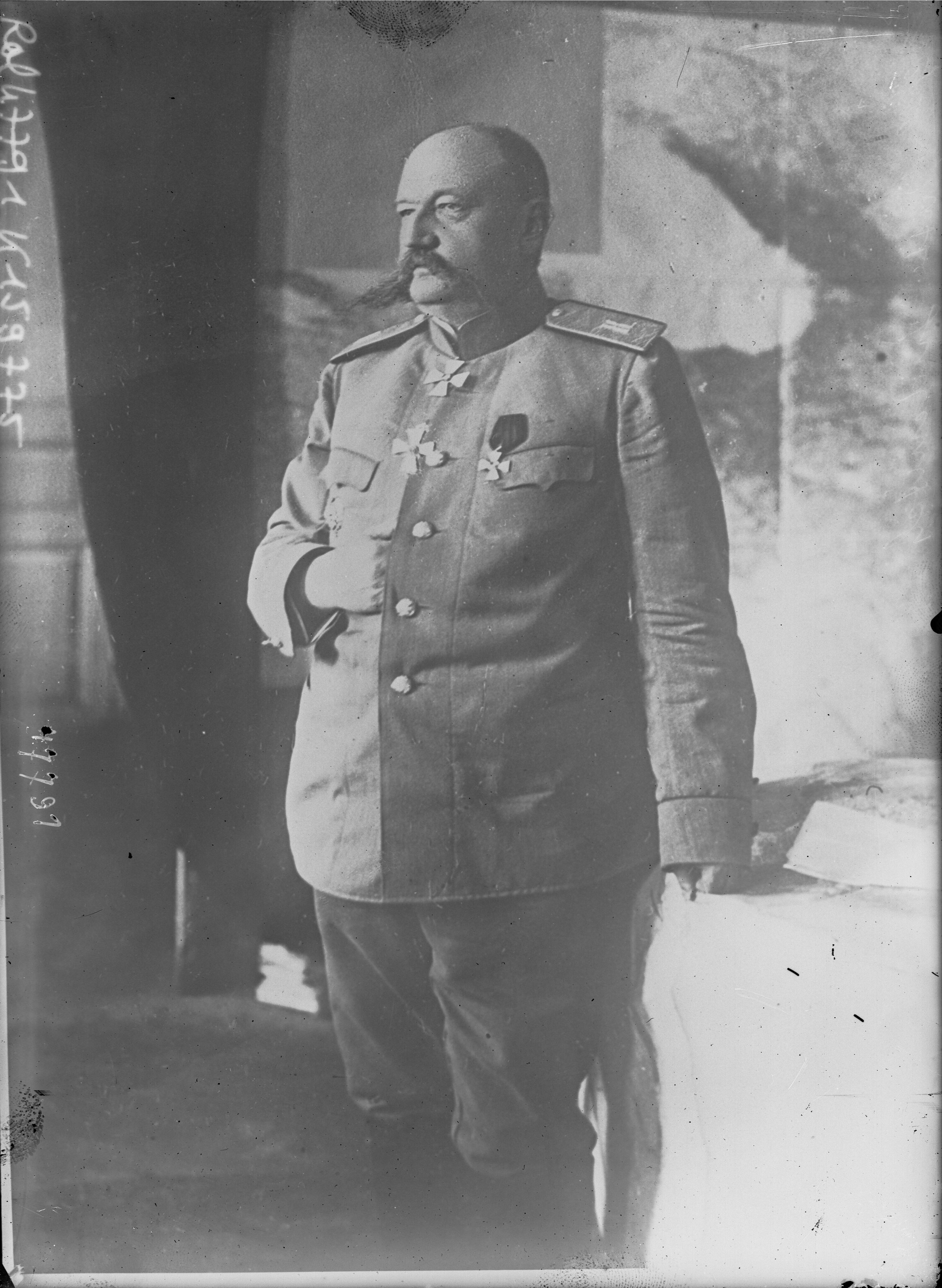
Generalul Nikolai Iudenici

Aceasta a făcut posibilă o altă amenințare la adresa Armatei Roșii, din partea generalului Iudenici, care petrecuse vara organizând Armata de Nord-Vest în Estonia cu sprijin local și britanic. În octombrie 1919, a încercat să captureze Petrogradul printr-un asalt brusc cu o forță de aproximativ 20.000 de oameni. Atacul a fost bine executat, folosind atacuri de noapte și manevre-fulger de cavalerie pentru a frânge flancurile Armatei Roșii care se apăra. Iudenici avea și șase tancuri britanice, care provocau panică ori de câte ori apăreau. Aliații i-au acordat lui Iudenici un ajutor substanțial, dar acesta s-a plâns că nu a primit sprijin suficient.
Până la 19 octombrie, trupele lui IYudeniih ajunseseră la periferia orașului. Unii membri ai comitetului central bolșevic de la Moscovaer at dispuși să renunțe la Petrograd, dar Troțki a refuzat să accepte pierderea orașului și a organizat personal apărarea. Însuși Troțki a declarat: „nu se poate ca o mică armată de 15.000 de foști ofițeri să stăpânească o capitală muncitorească de 700.000 de locuitori”. El s-a hotărât asupra unei strategii de apărare urbană, proclamând că orașul „se va apăra pe propriul teren” și că Armata Albă se va pierde într-un labirint de străzi fortificate și acolo „își va găsi mormântul”.
Troțki a înarmat toți muncitorii disponibili, bărbați și femei, și a ordonat transferul de forțe militare de la Moscova. În câteva săptămâni, Armata Roșie care apăra Petrogradul și-a triplat efectivele și l-a depășit numeric de trei ori pe Iudenici. Lipsit de provizii, Iudenivi a hotărât apoi să anuleze asediul orașului și s-a retras. A cerut în mod repetat permisiunea de a-și retrage armata peste granița cu Estonia. Cu toate acestea, unitățile care se retrăgeau peste graniță erau dezarmate și internate din ordinul guvernului eston, care a intrat în negocieri de pace cu guvernul sovietic la 16 septembrie și fusese informat de autoritățile sovietice cu privire la decizia lor din 6 noiembrie ca, dacă Armatei Albe i s-ar fi permis să se retragă în Estonia, ar fi urmărită peste graniță de roșii. De fapt, roșiii au atacat pozițiile armatei estone și luptele au continuat până când încetarea focului a intrat în vigoare la 3 ianuarie 1920. Dupa Tratatul de la Tartu⁠(d), majoritatea soldaților lui Iudenici au plecat în exil. Fostul general rus imperial și apoi finlandez Mannerheim a planificat o intervenție pentru a-i ajuta pe albii din Rusia să captureze Petrogradul. Cu toate acestea, nu a obținut sprijinul necesar pentru acest demers. Lenin considera „complet sigur că cel mai mic ajutor din partea Finlandei ar fi determinat soarta [orașului]”.

### Rusia de Nord (1919)
Britanicii au ocupat Murmansk și, alături de americani, au cucerit Arhanghelsk. Odată cu retragerea lui Kolceak în Siberia, ei și-au scos trupele din orașe înainte ca iarna să-i prindă în port. Forțele Albe rămase sub conducerea lui Evgheni Miller au evacuat regiunea în februarie 1920.

### Siberia (1919)
La începutul lunii martie 1919 a început ofensiva generală a albilor pe frontul de est. Ufa a fost recucerită pe 13 martie; la mijlocul lunii aprilie, Armata Albă s-a oprit la linia Glazov – Cistopol – Bugulma – Buguruslan – Șarlîk. Roșiii și-au început contraofensiva împotriva forțelor lui Kolceak⁠(d) la sfârșitul lunii aprilie. Armata a V-a Roșie, condusă de competentul comandant Tuhacevski, a capturat Elabuga pe 26 mai, Sarapul pe 2 iunie și Izevsk pe 7 și a continuat să avanseze. Ambele părți au avut victorii și înfrângeri, dar până la mijlocul verii Armata Roșie era mai mare decât Armata Albă și reușise să recucerească teritoriul pierdut anterior.
În urma ofensivei eșuate de la Celeabinsk, armatele albe s-au retras dincolo de Tobol. În septembrie 1919 a fost lansată o ofensivă albă împotriva Frontului de la Tobol, ultima încercare de a schimba cursul evenimentelor. Cu toate acestea, pe 14 octombrie, roșii au contraatacat și așa a început retragerea neîntreruptă a albilor spre est⁠(d). La 14 noiembrie, Armata Roșie a capturat Omsk. Amiralul Kolceak a pierdut controlul asupra guvernului său la scurt timp după înfrângere. Forțele Armatei Albe din Siberia încetaseră în esență să mai existe până în decembrie. Retragerea armatelor albe de pe frontul de est a durat trei luni, până la jumătatea lui februarie 1920, când supraviețuitorii, după ce au trecut lacul Baikal, au ajuns în zona Cita și s-au alăturat forțelor atamanului Semionov⁠(d).

### Rusia de Sud (1919)

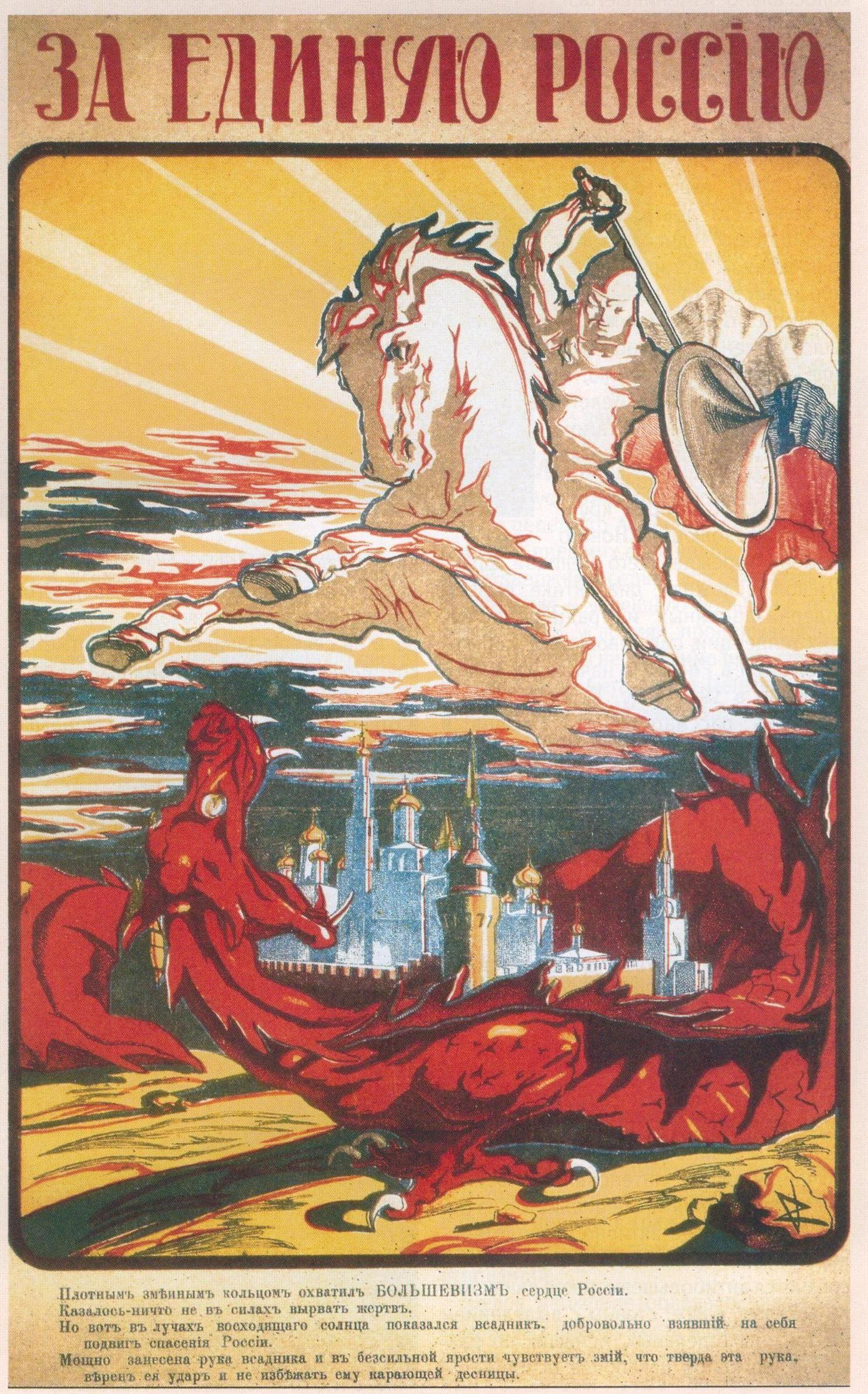
Afiș de propagandă antibolșevică „Pentru Rusia unită” reprezentând Rusia Sovietică drept un balaur comunist căzut și cauza albă drept un cavaler cruciat

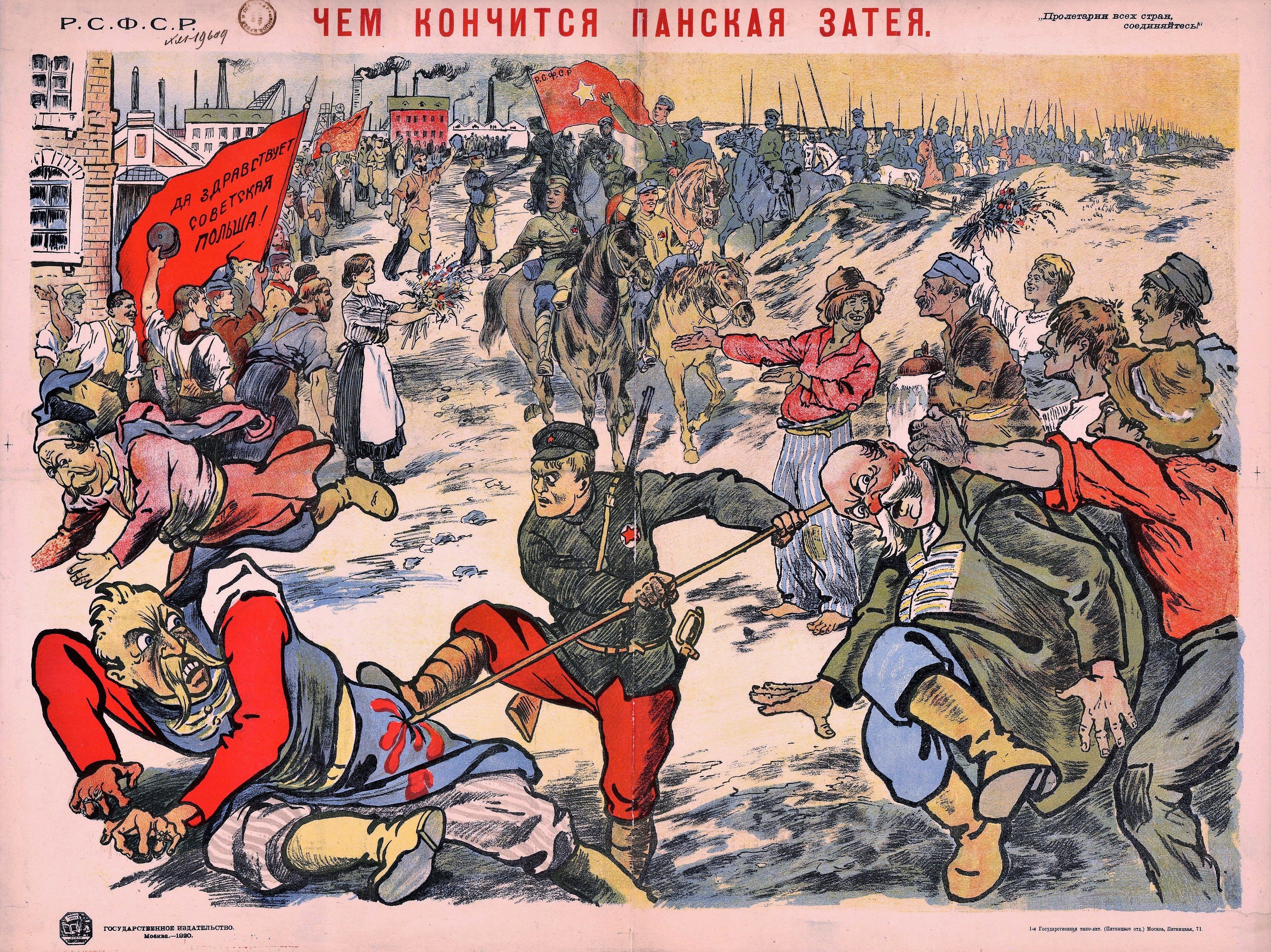
Afiș sovietic de propagandă polonofobă, 1920

Cazacii nu au putut să se organizeze și să-și valorifice succesele la sfârșitul anului 1918. În 1919, începuseră să rămână fără provizii. În consecință, când contraofensiva sovietică a început în ianuarie 1919 sub conducerea bolșevicului Antonov-Ovseenko⁠(d), forțele cazacilor s-au prăbușit rapid. Armata Roșie a capturat Kievul la 3 februarie 1919.
Puterea militară a lui Denikin a continuat să crească în 1919, cu muniții semnificative furnizate de britanici. În ianuarie, Forțele Armate ale Rusiei de Sud (AFSR) ale lui Denikin au finalizat eliminarea forțelor roșii din nordul Caucazului și s-au mutat spre nord, într-un efort de a proteja districtul Don⁠(d).:20-35
La 18 decembrie 1918, forțele franceze au debarcat la Odesa și apoi în Crimeea, dar au evacuat Odesa la 6 aprilie 1919 și Crimeea până la sfârșitul lunii. Potrivit lui Chamberlin, „Franța a oferit albilor mult mai puțin ajutor practic decât Anglia; singura sa afacere independentă de intervenție, la Odesa, s-a încheiat cu un fiasco complet”.:151,165-167
Denikin a reorganizat apoi Forțele Armate ale Rusiei de Sud sub conducerea lui Vladimir Mai-Maievski⁠(d), Vladimir Sidorin⁠(d) și Piotr Vranghel. La 22 mai, armata caucaziană a lui Vranghel a învins Armata a 10-a (RSFSR)⁠(d) în bătălia pentru Velikokneajeskaia⁠(d), iar apoi a capturat Țarițînul pe 1 iulie. Sidorin a înaintat spre nord spre Voronej, sporind puterea armatei sale în acest proces. Pe 25 iunie, Mai-Maievski a capturat Harkovul, iar apoi Ekaterinoslavul la 30 iunie, ceea ce i-a forțat pe roșii să abandoneze Crimeea. La 3 iulie, Denikin a emis directiva sa pentru Moscova⁠(d), prin care armatele sale urmau să se îndrepte toate spre Moscova.:37-41
Deși Regatul Unit își retrăsese propriile trupe de pe teatrul de operațiuni, continua totuși să ofere un ajutor militar semnificativ (bani, arme, alimente, muniții și unii consilieri militari) Armatelor Albe în cursul anului 1919. Maiorul Ewen Cameron Bruce⁠(d) din armata britanică se oferise voluntar pentru a comanda o misiune de tancuri britanice care să asiste Armata Albă. A primit Ordinul pentru Serviciu Distins⁠(d) pentru curajul său în timpul bătăliei de la Țarițîn din iunie 1919 pentru că a luat cu asalt și a capturat de unul singur orașul fortificat Țarițîn, sub foc puternic de obuze într-un singur tanc, ceea ce a dus la capturarea a peste 40.000 de prizonieri. Căderea Țariținului a fost privită „ca una dintre bătăliile cheie ale războiului civil rus” și a ajutat foarte mult cauza Rusiei Albe. Cunoscutul istoric Sir Basil Henry Liddell Hart comenta că acțiunea tancurilor lui Bruce în timpul bătăliei trebuie văzută ca „una dintre cele mai remarcabile fapte din întreaga istorie a Corpului de tancuri”.
La 14 august, bolșevicii au lansat contraofensiva de pe Frontului de Sud⁠(d). După șase săptămâni de lupte grele, contraofensiva a eșuat, iar Denikin a reușit să cucerească mai mult teritoriu. Până în noiembrie, Forțele Albe au ajuns la Zbruci, pe granița ucraino-polonă.:43,154

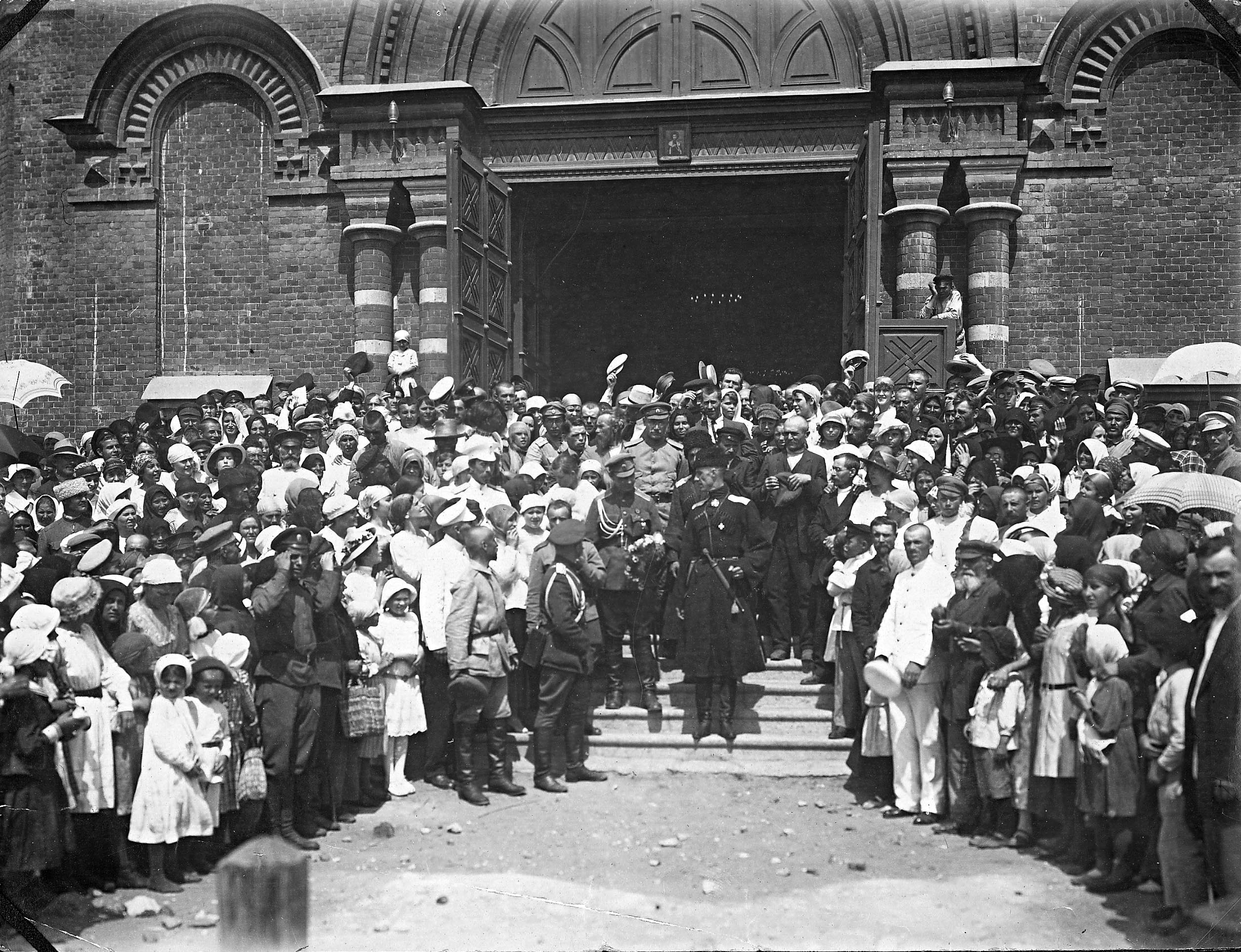
Generalul Piotr Vranghel la Țarițîn,

Forțele lui Denikin au constituit o amenințare reală și pentru un timp au amenințat să ajungă la Moscova. Armata Roșie, împrăștiat cu lupte pe toate fronturile, a fost forțată să iasă din Kiev pe 30 august. Kursk și Orel au fost cucerite la 20 septembrie, respectiv 14 octombrie. Acesta din urmă, aflat la doar 330 km de Moscova, a fost punctul cel mai apropiat de țintă în care s-a aflat AFSR. Armata cazacilor de la Don⁠(d) sub comanda generalului Vladimir Sidorin⁠(d) a continuat spre nord spre Voronej, dar călăreții lui Semion Budionnîi i-au învins acolo pe 24 octombrie. Aceasta a permis Armatei Roșii să treacă râul Don, amenințând că va diviza Armatele Donului și de Voluntari. Lupte aprige au avut loc la nodul feroviar cheie din Kastornoe, care a fost cucerit pe 15 noiembrie. Kursk a fost recucerit două zile mai târziu.

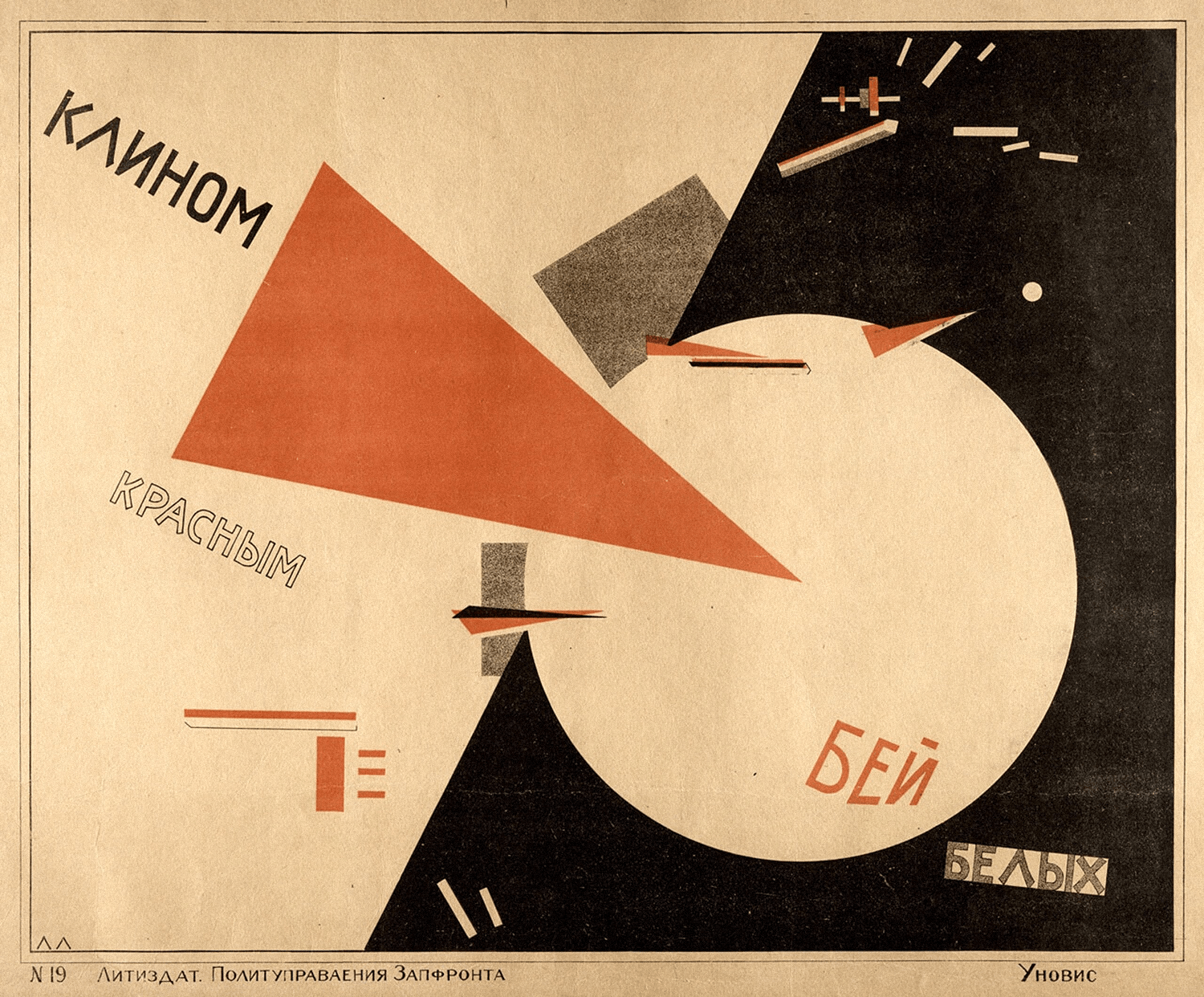
Batem albii cu pana roșie, un celebru afiș constructivist de propagandă bolșevică al artistului El Lissitsky folosește simbolism abstract pentru a ilustra înfrângerea albilor de către Armata Roșie.

Kenez afirmă: „În octombrie, Denikin conducea peste patruzeci de milioane de oameni și controla părțile cele mai valoroase din punct de vedere economic ale Imperiului Rus”. Cu toate acestea, „Armatele Albe, care luptaseră victorios în timpul verii și la începutul toamnei, au căzut din nou în dezordine în noiembrie și decembrie”. Prima linie a lui Denikin era supraîntinsă, în timp ce rezervele sale se ocupau de anarhiștii lui Mahno din spate. Între septembrie și octombrie, roșii au mobilizat o sută de mii de noi soldați și au adoptat strategia Troțki-Vațetis⁠(d), cu armatele a IX-a și a X-a formând Frontul de Sud-Est al lui V.I. Șorin între Țarițîn și Bobrov, în timp ce armatele a opta, a doisprezecea, a treisprezecea și a paisprezecea formau Frontul de Sud al lui AI Egorov între Jitomir și Bobrov. Serghei Kamenev⁠(d) era la conducerea generală a celor două fronturi. În stânga lui Denikin se afla Abram Dragomirov⁠(d), în timp ce în centru se afla Armata de Voluntari a lui Vladimir Mai-Maievski⁠(d), cazacii lui Vladimir Sidorin⁠(d) din Don erau mai la est, cu armata caucaziană a lui Piotr Vranghel la Țarițîn, iar o altă parte era în Caucazul de Nord încercând să captureze Astrahanul. Pe 20 octombrie, Mai-Maievski a fost forțat să evacueze Orel în timpul operațiunii Orel-Kursk⁠(d). La 24 octombrie, Semion Budionnîi a capturat Voronej, apoi Kursk pe 15 noiembrie, în timpul operațiunii Voronej-Kastornoe (1919)⁠(d). Pe 6 ianuarie, roșiii au ajuns la Marea Neagră la Mariupol și Taganrog, iar pe 9 ianuarie au ajuns la Rostov. Potrivit lui Kenez, „albii pierduseră acum toate teritoriile pe care le cuceriseră în 1919 și dețineau aproximativ aceeași zonă în care începuseră cu doi ani înainte”.:213-223

### Asia Centrală (1919)
În februarie 1919, guvernul britanic își retrăsese forțele militare din Asia Centrală. În ciuda succesului Armatei Roșii, asalturile Armatei Albe în Rusia europeană și în alte zone au rupt comunicarea între Moscova și Tașkent. Pentru o vreme, Asia Centrală a rămas complet izolată de forțele Armatei Roșii din Siberia. Deși pierderea liniilor de comunicare a slăbit Armata Roșie, bolșevicii și-au continuat eforturile de a obține sprijin pentru Partidul Bolșevic în Asia Centrală prin organizarea unei a doua conferințe regionale în martie. În timpul conferinței, s-a format un birou regional al organizațiilor musulmane ale Partidului Bolșevic Rus. Partidul Bolșevic a continuat să încerce să obțină sprijin în rândul populației autohtone, lăsând impresia unei mai bune reprezentări a populației din Asia Centrală și a reușit tot restul anului să mențină armonia cu popoarele din Asia Centrală.
Dificultățile de comunicare cu forțele Armatei Roșii din Siberia și Rusia europeană au încetat să mai fie o problemă pe la mijlocul lunii noiembrie 1919. Succesele Armatei Roșii la nord de Asia Centrală au făcut ca comunicarea cu Moscova să fie restabilită și bolșevicii să revendice victoria asupra Armatei Albe din Turkestan.
În operațiunea Ural-Guriev din 1919–1920, Frontul roșu al Turkestanului a învins Armata Uralului. În timpul iernii anului 1920, cazacii de pe Ural și familiile lor, însumând aproximativ 15.000 de oameni, s-au îndreptat spre sud de-a lungul coastei de est a Mării Caspice, spre Fort Alexandrovsk⁠(d). Doar câteva sute dintre ei au ajuns în Persia în iunie 1920. Armata Independentă a Orenburgului⁠(d) a fost formată din cazaci din Orenburg și alte trupe care s-au răsculat împotriva bolșevicilor. În timpul iernii 1919–1920, Armata Orenburgului s-a retras la Semirecie⁠(d) în ceea ce este cunoscut sub numele de Marșul Foamei⁠(d), când jumătate dintre participanți au pierit. În martie 1920, ce a mai rămas din ea a trecut granița în regiunea de nord-vest a Chinei.

### Rusia de Sud, Ucraina și Kronstadt (1920–21)

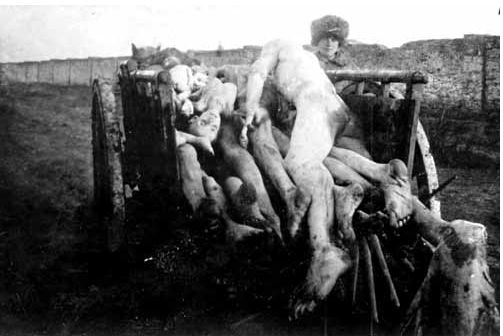
Victime ale foametei rusești din 1921

La începutul anului 1920, Denikin nu mai putea decât să apere Novorossia, peninsula Crimeea și Caucazul de Nord. La 26 ianuarie, armata caucaziană s-a retras dincolo de Manîci. La 7 februarie, roșiii au ocupat Odesa, dar apoi Mahno a început să lupte împotriva Armatei a Paisprezecea Roșii. Pe 20 februarie, Denikin a reușit să recucerească Rostovul. A fost ultima sa victorie, și la scurt timp după aceea a fost nevoit să renunțe la oraș.:236-239
La începutul anului 1920, corpul principal al Forțelor Armate din Rusia de Sud se retrăgea rapid spre Don, la Rostov. Denikin spera să țină trecerea Donului, apoi să se odihnească și să-și reformeze trupele, dar Armata Albă nu a reușit să țină zona Donului, iar la sfârșitul lunii februarie 1920 a început o retragere prin Kuban către Novorossiisk. Evacuarea dezordonată a Novorossiiskului⁠(d) s-a dovedit a fi un eveniment trist pentru Armata Albă. Navele rusești și aliate au evacuat aproximativ 40.000 de oameni ai lui Denikin din Novorossiisk în Crimeea, fără cai sau echipamente grele, în timp ce aproximativ 20.000 de oameni au fost lăsați în urmă și fie împrăștiați, fie capturați de Armata Roșie. În urma evacuării dezastruoase a Novorossiiskului, Denikin a demisionat, iar consiliul militar l-a ales pe Vranghel ca nou comandant suprem al Armatei Albe. El a reușit să restabilească ordinea în rândul trupelor disperate și să remodeleze o armată care să poată lupta din nou ca o forță regulată. A rămas o forță organizată în Crimeea pe tot parcursul anului 1920.

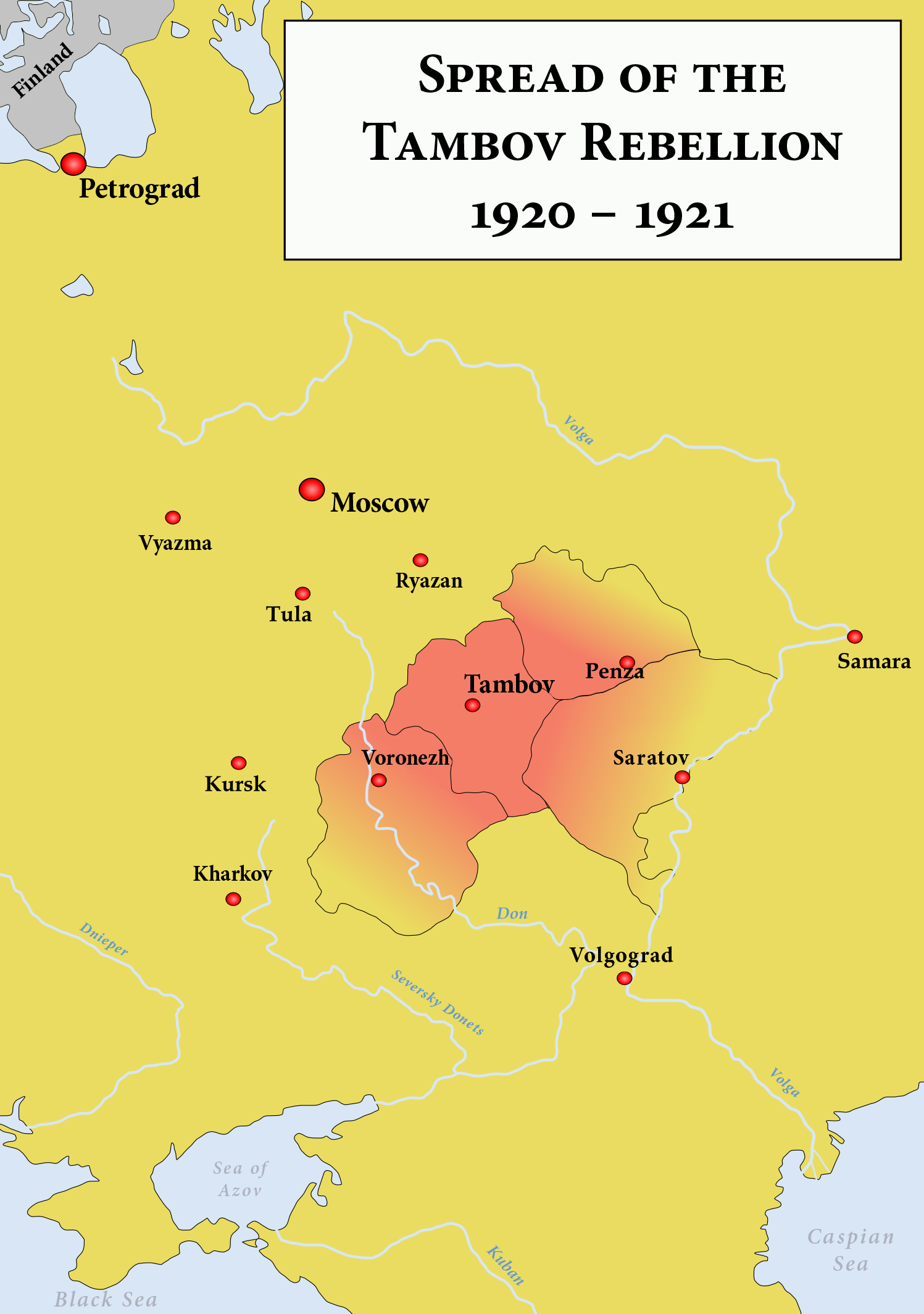
Răscoala din Tambov a fost una dintre cele mai mari și mai bine organizate răscoale țărănești care a contestat regimul bolșevic.

După ce guvernul bolșevic de la Moscova a semnat o alianță militară și politică cu Nestor Mahno și anarhiștii ucraineni, Armata Insurgentă a atacat și a învins mai multe regimente ale trupelor lui Vranghel în sudul Ucrainei, forțându-l să se retragă înainte de a putea captura recolta de cereale din acel an.
Blocat în eforturile sale de a-și consolida controlul, Vranghel a atacat apoi nordul în încercarea de a profita de înfrângerile recente ale Armatei Roșii la sfârșitul Războiului Polono-Sovietic din 1919–1920. Armata Roșie a oprit în cele din urmă ofensiva, iar trupele lui Vranghel au fost nevoite să se retragă în Crimeea în noiembrie 1920⁠(d), urmărite atât de cavalerie, cât și de infanterie. Flota lui Vranghel⁠(d) l-a evacuat pe liderul ei împreună cu armata sa la Constantinopol la 14 noiembrie 1920, punând capăt luptei între roșii și albi în sudul Rusiei.
După înfrângerea lui Vranghel, Armata Roșie a repudiat imediat tratatul de alianță din 1920 cu Nestor Mahno și a atacat Armata Insurgentă anarhistă; campania de lichidare a lui Mahno și a anarhiștilor ucraineni a început cu o tentativă de asasinare a lui Mahno de către agenții Ceka. Furia față de represiunile constante făcute de guvernul comunist bolșevic și față de abuzurile făcute de Ceka pentru a înlătura elemente anarhiste a dus la o răscoală a marinarilor din Kronstadt în martie 1921, urmată de revolte țărănești. Atacurile Armatei Roșii asupra forțelor anarhiste și a simpatizanților acestora au crescut în ferocitate pe tot parcursul anului 1921.

### Siberia și Orientul Îndepărtat (1920–22)
În Siberia, armata amiralului Kolceak se dezintegrase. El însuși a renunțat la comandă după pierderea Omskului și l-a desemnat pe generalul Grigori Semionov⁠(d) ca nou lider al Armatei Albe din Siberia. Nu după mult timp, Kolceak a fost arestat de Legiunea Cehoslovacă nemulțumită în timp ce se îndrepta spre Irkutsk fără protecția armatei și a fost predat Centrului Politic⁠(d) socialist din Irkutsk. Șase zile mai târziu, regimul a fost înlocuit de un Comitet Militar-Revoluționar dominat de bolșevici. În perioada 6–7 februarie, Kolehak și prim-ministrul său Viktor Pepeleaev au fost împușcați, iar cadavrele lor au fost aruncate prin gheața râului înghețat Angara, chiar înainte de sosirea Armatei Albe în zonă.:319–21
Rămășițele armatei lui Kolceak au ajuns în Transbaikalia și s-au alăturat trupelor lui Semionov, formând Armata Orientului Îndepărtat. Cu sprijinul armatei japoneze, a reușit să păstreze controlul asupra orașului Cita, dar după retragerea soldaților japonezi din Transbaikalia, poziția lui Semionov a devenit nesustenabilă, iar în noiembrie 1920 a fost gonit de Armata Roșie din Transbaikalia și s-a refugiat în China. Japonezii, care aveau planuri de a anexa Regiunea Amur, și-au retras în cele din urmă trupele, pe măsură ce forțele bolșevice au preluat treptat controlul asupra Orientului Îndepărtat al Rusiei. La 25 octombrie 1922, Vladivostok la căzut în mâinile Armatei Roșii, iar Guvernul Provizoriu al Cisamurului⁠(d) a fost desființat.

## Urmări

### Revolta care a urmat
În Asia Centrală, trupele Armatei Roșii au continuat să se confrunte cu opoziție până în 1923, unde se formaseră basmacii⁠(d) (bande armate de gherile islamiste) pentru a lupta împotriva cuceririi bolșevice. Sovieticii au angajat reprezentanți ai popoarelor neruse din Asia Centrală, precum Magaza Masanci⁠(d), comandantul Regimentului de Cavalerie Dungan, pentru a lupta împotriva basmacilor. Partidul Comunist nu a dezmembrat complet această grupare decât în 1934.
Generalul Anatoli Pepeleaev⁠(d) a continuat rezistența armată⁠(d) în districtul Aiano-Maiski⁠(d) până în iunie 1923. Regiunile Kamceatka și Sahalinul de Nord au rămas sub ocupație japoneză până la tratatul⁠(d) cu Uniunea Sovietică din 1925, când forțele au fost în cele din urmă retrase.

### Victime

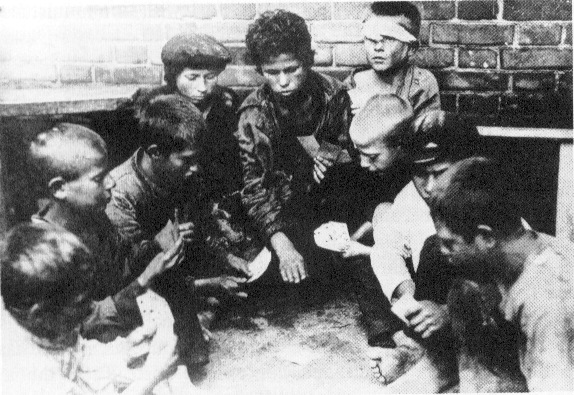
Copii ai străzii în timpul Războiului Civil Rus

Urmările războiului civil au fost uriașe. Demograful sovietic Boris Urlanis a estimat numărul total de oameni uciși în luptele din Războiul Civil și Războiul Polono-Sovietic la 300.000 (125.000 în Armata Roșie, 175.500 armate albă și poloneză) și numărul total de militari morți din cauza bolilor (de ambele părți) la 450.000. Boris Sennikov a estimat pierderile totale în rândul populației din regiunea Tambov în perioada 1920–1922, rezultate din război, execuții și închisoare în lagărele de concentrare la aproximativ 240.000.

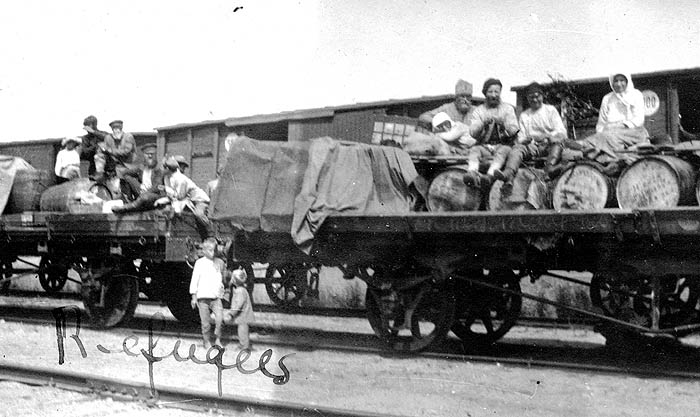
Refugiați în

Ca urmare a Războiului Civil Rus, au fost pierdute până la 10 milioane de vieți, iar majoritatea covârșitoare a acestora au fost victime civile. În timpul Terorii Roșii, estimările execuțiilor Ceka variază de la 12.733 la 1,7 milioane. William Henry Chamberlin⁠(d) bănuia că erau aproximativ 50.000. Evan Mawdsley⁠(d) a estimat cel puțin 12.733 și maxim 200.000.:286 Unele surse susțin că au fost cel puțin 250.000 de execuții sumare⁠(d) ale „dușmanilor poporului”, cu estimări ajungând peste un milion. Estimări mai modeste estimează numărul celor executați de bolșevici între decembrie 1917 și februarie 1922 la aproximativ 28.000 pe an, cu aproximativ 10.000 de execuții în timpul Terorii Roșii.
Aproximativ 300.000–500.000 de cazaci au fost uciși sau deportați în timpul decazacizării, dintr-o populație de aproximativ trei milioane. Se estimează că 100.000 de evrei au fost uciși în Ucraina. Organele punitive ale Preamăritei Oști Căzăcești de la Don au condamnat 25.000 de oameni la moarte între mai 1918 și ianuarie 1919. Guvernul lui Kolceak a împușcat 25.000 de oameni numai în provincia Ekaterinburg. Teroarea Albă, așa cum avea să devină cunoscută, a ucis aproximativ 300.000 de oameni în total.
La sfârșitul Războiului Civil, RSFS Rusă era epuizată și aproape de ruină. Secetele din 1920 și 1921, precum și foametea din 1921, au agravat și mai mult dezastrul, ucigând aproximativ 5 milioane de oameni. Bolile atinseseră proporții pandemice, 3.000.000 de oameni murind de tifos pe tot parcursul războiului. Alte milioane au murit și din cauza foametei, a masacrelor masive de ambele părți și a pogromurilor împotriva evreilor din Ucraina și sudul Rusiei⁠(d). Până în 1922 existau cel puțin 7.000.000 de copii ai străzii în Rusia, ca urmare a aproape zece ani de devastare cauzate de Primul Război Mondial și de Războiul Civil.
Alte unul sau două milioane de oameni, cunoscuți sub numele de emigranții albi⁠(d), au fugit din Rusia, mulți împreună cu generalul Vranghel, unii prin Orientul Îndepărtat și alții spre vest, în țările baltice devenite acum independente. Printre emigranți s-a numărat un mare procent din populația educată și calificată a Rusiei.
Economia Rusiei a fost devastată de război, cu fabrici si poduri distruse, vite și materii prime jefuite, mine inundate și utilaje avariate. Valoarea producției industriale a scăzut la o șeptime din valoarea din anul 1913, iar agricultura la o treime. Potrivit ziarului Pravda, „muncitorii din orașe și din unele sate se sufocă din cauza foametei. Căile ferate abia se târăsc. Casele se dărâmă. Orașele sunt pline de gunoi. Epidemiile se răspândesc și moartea lovește – industria este distrusă”.  Se estimează că producția totală a minelor și fabricilor în 1921 a scăzut la 20% din nivelul dinainte de războiul mondial și multe articole esențiale au cunoscut o scădere și mai drastică. De exemplu, producția de bumbac a scăzut la 5%, iar fierul la 2% din nivelurile dinainte de război.
Comunismul de război a salvat guvernul sovietic în timpul Războiului Civil, dar o mare parte a economiei ruse s-a dezintegrat. Unii țărani au răspuns rechizițiilor⁠(d) refuzând să mai lucreze pământul. Până în 1921, terenul cultivat s-a micșorat la 62% din suprafața dinainte de război, iar randamentul recoltei era de doar aproximativ 37% din normal. Efectivele de cai au scăzut de la 35 milioane în 1916 până la 24 milioane în 1920, iar cele de vite de la 58 la 37 milioane. Cursul de schimb cu dolarul american a scăzut de la două ruble în 1914 la 1.200 ruble în 1920 pentru un dolar.
Odată cu sfârșitul războiului, Partidul Comunist nu se mai confrunta cu vreo amenințare militară acută la adresa existenței și puterii sale. Cu toate acestea, frica de o nouă intervenție străină, combinată cu eșecul revoluțiilor socialiste din alte țări, în special al Revoluției Germane, a contribuit la militarizarea continuă a societății sovietice. Deși Rusia a cunoscut o creștere economică extrem de rapidă în anii 1930, efectul combinat al Primului Război Mondial și al Războiului Civil au lăsat o cicatrice de durată asupra societății ruse și a avut efecte permanente asupra dezvoltării Uniunii Sovietice.

## În ficțiune

### Literatură
- Drumul spre calvar (1922–41) de Alexei Nikolaevici Tolstoi
- Ceapaev⁠(d) (1923) de Dmitri Furmanov
- Potopul de fier (1924) de Alexandr Serafimovici⁠(d)
- Cavaleria roșie⁠(d) (1926) de Isaac Babel
- Înfrângere (1927) de Alexandr Fadeev
- Orașul cucerit (1932) de Victor Serge
- Zădărnicie (1922) de William Gerhardie⁠(d)
- Așa s-a călit oțelul⁠(d) (1934) de Nikolai Ostrovski
- Tragedie optimistă⁠(d) (1934) de Vsevolod Vișnevski
- Pe Donul liniștit (1928–1940) de Mihail Șolohov
- Donul curge acasă spre mare⁠(d) (1940) de Mihail Șolohov
- Doctor Jivago (1957) de Boris Pasternak
- Garda albă⁠(d) (1966) de Mihail Bulgakov
- Bizanțul dăinuiește⁠(d) (1981) de Michael Moorcock
- Cevengur (scris în 1927, publicat pentru prima dată în 1988 în URSS) de Andrei Platonov.
- Căderea uriașilor⁠(d) (2010) de Ken Follett

### Film
- Arsenalul (1928)
- Furtună peste Asia (1928)
- Ceapaev (1934)
- Treisprezece (1936), regizat de Mihail Romm⁠(d)
- Suntem din Kronstadt (1936), regizat de Yefim Dzigan⁠(d)
- Cavaler fără armură⁠(d) (1937)
- Anul 1919 (1938), regizat de Ilia Trauberg⁠(d)
- Marinarii baltici (1939), regia A. Faintsimmer
- Șciors⁠(d) (1939), regizat de Dovjenko
- Pavel Korceaghin⁠(d) (1956), regia A. Alov și V. Naumov
- Al 41-lea (1956), regizat de Grigori Ciuhrai
- Comunistul⁠(d) (1957), regizat de Iuli Raizman⁠(d)
- Pe Donul liniștit (1958), regia Serghei Gherasimov
- Doctor Jivago (1965), regizat de David Lean